# 威廉·富特文格勒

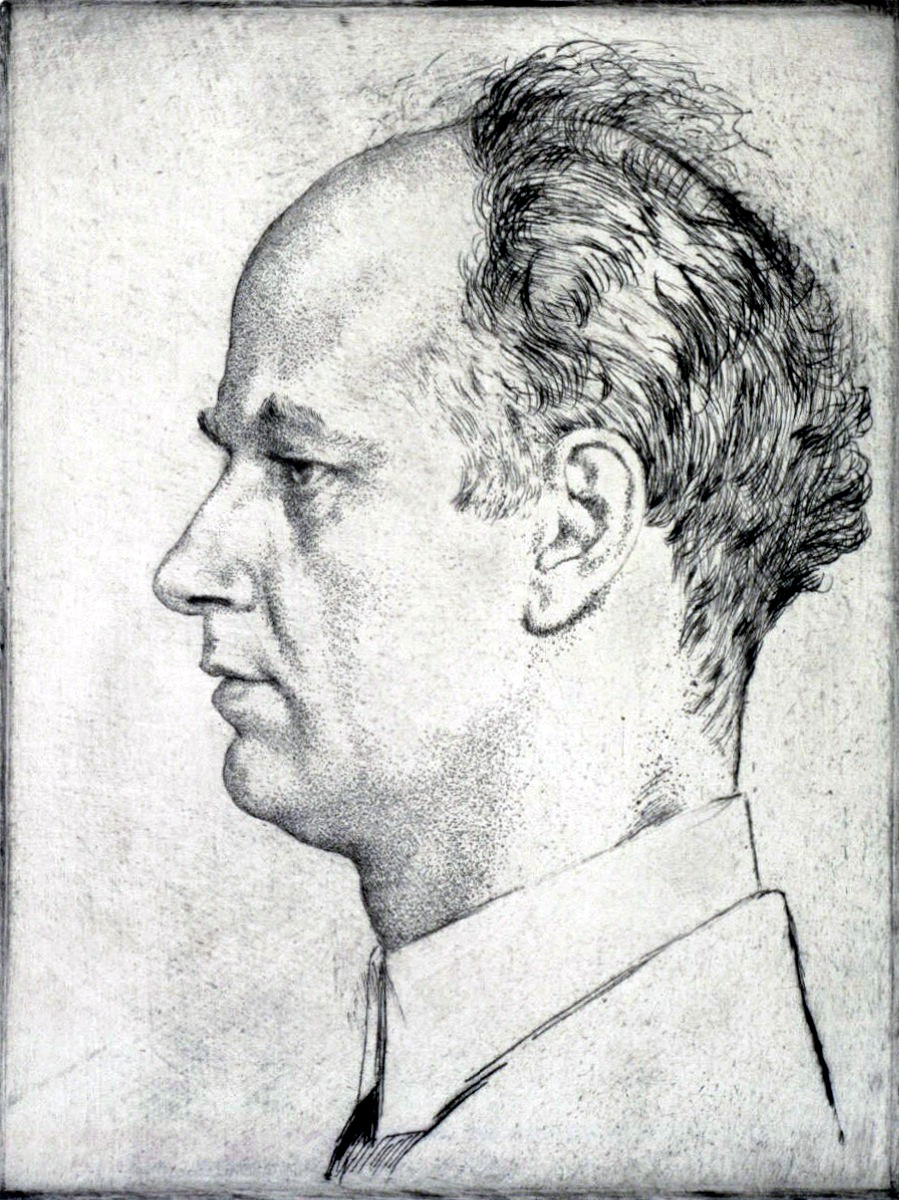
威廉·富特文格勒1928年时的肖像，埃米尔·奥尔利克绘

威廉·富特文格勒（德語：Wilhelm Furtwängler，發音：[ˈvɪlhɛlm ˈfʊɐ̯tvɛŋlɐ] ⓘ；1886年1月25日—1954年11月30日），德国指挥家，作曲家。富特文格勒被公认为20世纪、甚至整个西方音乐史上最重要的指挥家之一，尤其是他对德奥交响音乐的诠释，例如貝多芬、布拉姆斯及布魯克納等人的作品，相當具有權威性。
富特文格勒在1922至1945年间，以及1952至1954年间出任柏林爱乐乐团的首席指挥，并将这一名团带至顶峰。1922至1928年间，他还担任莱比锡布商大厦管弦乐团的音乐总监。富特文格勒曾是维也纳爱乐乐团1927至1930年间的年度指挥，并长期与该团保持着紧密的合作关系。除了富特文格勒，没有哪位指挥家能同时执掌德奥三大名团。
富特文格勒对音乐的理解深受维也纳犹太音乐理论家海因里希·申克的影响，他的指挥风格则常常被拿来和阿图罗·托斯卡尼尼作比较。富特文格勒对之后的指挥家有着深远的影响，尤其是塞尔吉乌·切利比达克。在谈及指挥风格的时候，富特文格勒往往是一个绕不开的名字。
富特文格勒是二战时德国首屈一指的指挥家，但他并不是第三帝国的拥趸。他战时所扮演的角色和一系列决定在战后引发了大量的争议，但他并不是个纳粹，也没有证据证明他赞同纳粹的行为。

## 生平

### 童年和早期生涯

#### 童年

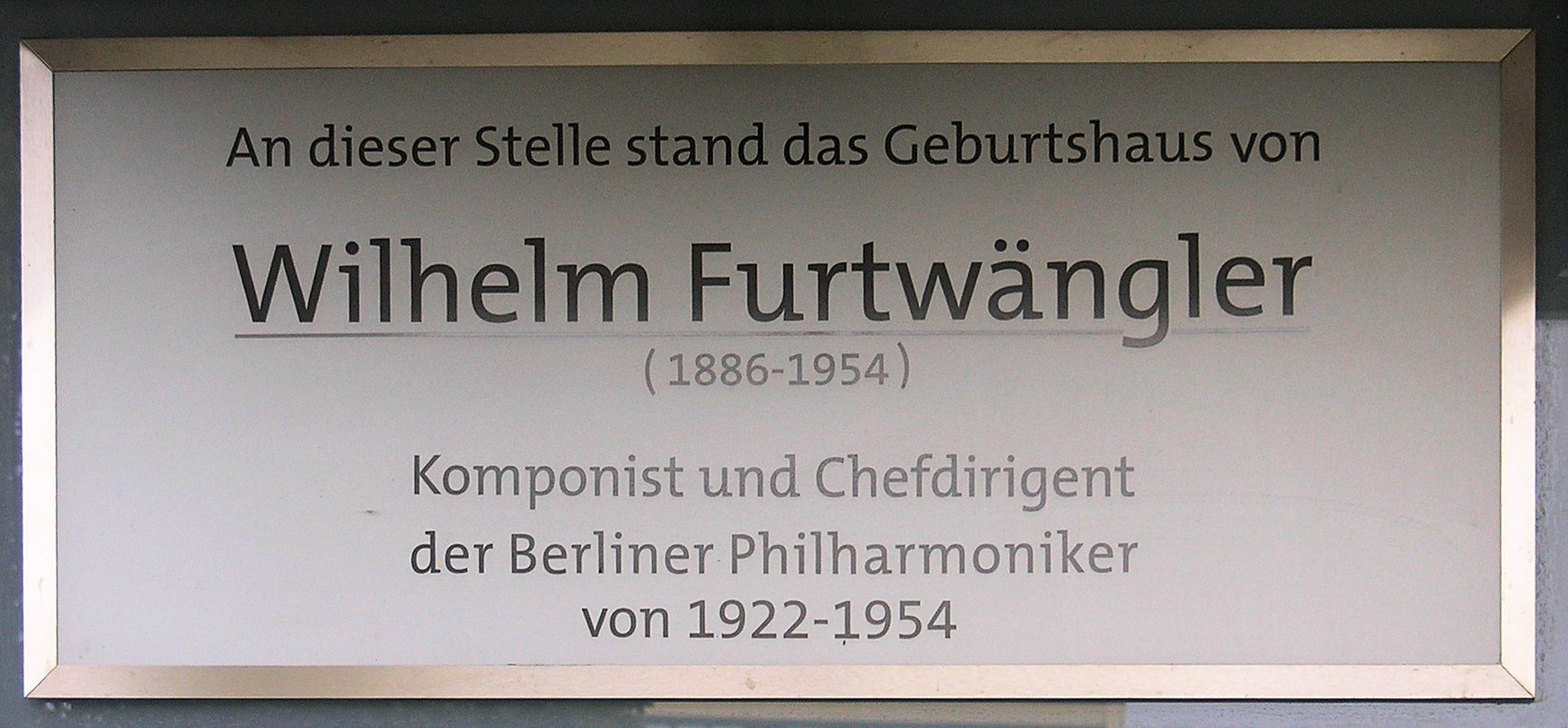
富特文格勒出生地——柏林市舍讷贝格区外的说明饰板

威廉·富特文格勒的父亲阿道夫·富特文格勒是一位著名的考古学家，曾主持德国在埃伊纳岛、迈锡尼和奥林匹亚的挖掘工作，他关于古希腊陶器的著作有一些至今仍是权威。:1-2
威廉的母亲雅德蕾得则是一位画家，外公则是勃拉姆斯的朋友。威廉1886年1月25日出生在德国柏林市舍讷贝格区，是家中的长子，有三个弟妹，名为瓦尔特、玛丽和安妮特。威廉的大部分童年都在慕尼黑度过，因为他的父亲是这里的大学教授。:3威廉很小就开始接受音乐教育，他对贝多芬特别偏爱——这位伟大作曲家贯穿了他整个的艺术生涯。:2
指挥家的妻子伊丽莎白曾谈及年轻的富特文格勒和贝多芬之前的心灵联系：“威廉曾告诉我，当他还是个少年的时候，父亲曾经在[1901年]主持过埃伊纳岛的挖掘工作，他也跟着去了。在岛上，他常常早起去松林和山丘之间，独自在广阔无垠的大自然中阅读贝多芬的四重奏。”:51
除了指挥，富特文格勒还是一位作曲家——他七岁时就决心要走这条路:6，并随即开始作曲，但这一时段的作品只让他紧张、一直失眠:55。尽管小威廉非常聪明，但他很快就对学校感到厌倦，很早就离开了学校:5。父母为他请来了知名学者充当家教，其中包括考古学家路德维希·库尔蒂乌斯、音乐学家瓦尔特·里茨勒、作曲家安东·比尔·沃尔布伦和约瑟夫·赖因贝格尔。在1902-1903年间，富特文格勒跟随指挥家、作曲家马克斯·冯·席林斯学习作曲:2。从1903年起，他还跟着康拉德·安索尔格学习钢琴，成为了一名颇为熟练的钢琴师。
1902年，路德维希·库尔蒂乌斯将年轻的富特文格勒带到了托斯卡纳。意大利文艺复兴时期的艺术给富特文格勒的影响是无比深远的：他经常坐在美第奇小圣堂里，身边只有米开朗基罗所作的群像，在那儿一待就是好几个小时，拒绝大人的干扰，开始创作自己谱曲的赞美颂:8。

#### 早期生涯
富特文格勒在二十岁时首次以指挥家的身份登场——此时他已创作了几部作品，包括自己的小提琴奏鸣曲、第一弦乐四重奏，以及17岁时为西里西亚爱乐乐团所作的D大调第一交响曲。然而，这些作品得到的评价却是毁誉参半:2:12。考虑到将作曲家作为职业并不稳定，富特文格勒开始专心于指挥交响乐团:2:13。1906年2月19日，富特文格勒在慕尼黑指挥了自己的第一场音乐会，指挥的乐团是凯姆管弦乐团（今慕尼黑爱乐乐团），曲目有贝多芬的《大厦献礼序曲》、他自己创作的B小调交响诗，以及安东·布鲁克纳的第九交响曲:3。乐团的音乐家们一开始非常恼火——这个刚刚出道的年轻人居然会在自己的第一场音乐会上，就选择布鲁克纳的第九交响曲这么艰深困难的曲子。第一次排练时，富特文格勒的指导技术简直是一场灾难，以至于演奏家们都不相信演出能够进行。但出于意料的是，借由自己浑然天成、自然迸发的指挥手势，富特文格勒将自己对这首交响曲的理解传达给了乐团。演出结束后，乐团的音乐家们情绪高涨；公众和业界的评论也是一片大好:13。富特文格勒成了一位排练指导，并在1905年管理布雷斯劳的临时乐团:11；1906-07乐季，他前往苏黎世:11；1907到1909年间则在慕尼黑:14。到了1910到1911年间，富特文格勒在斯特拉斯堡（当时属德意志帝国）受作曲家汉斯·普菲茨纳的指导。此公对富特的影响颇深：终其一生，他都执棒指挥普菲茨纳的作品，并对其评价颇高:14-16:203。
1911年，吕贝克城市交响乐团的音乐总监赫尔曼·阿本德罗特宣布辞职:18。到了四月，市政当局组织了一场比赛，以此找到其继任者。其实乐团已经私下找到了自己心仪的下任音乐总监，组织比赛不过是走个过场，但富特文格勒抓住了这个展示自己的机会:18。评审团一开始并没有把富特文格勒当回事：他几乎没有经验，指挥技术也太过戏剧化，到处乱舞手势，缺乏理性:204。然而，富特文格勒在排练和试演时征服了乐团。他完全被音乐占据，并将这份热情通过一种“第六感”传达给了乐团：他们要了富特文格勒:19。他现在是汉萨市的指挥家了，文化生活在这里一直非常重要。1913年4月28日，富特文格勒在吕贝克第一次指挥了贝多芬第九交响曲。这次演出没有录音，但听众们都说自己从未感受过如此杰出的演绎，简直可说是前无古人、后无来者:20。富特文格勒随后指挥的贝多芬的第三交响曲“英雄”（1915年1月2日）和布鲁克纳第八交响曲的柔板乐章（1914年3月28日）也得到了类似的评价:26。但富特文格勒意识到自己的指挥技艺还需要精进，他于1912年2月前往汉堡观赏一场柏林爱乐乐团的音乐会——当时柏林爱乐乐团的音乐总监尼基什被世人认为是德国，乃至全世界最好的指挥。尽管富特文格勒向来对同行颇为严苛，但是夜他非常沮丧。在音乐会之后，一位朋友把他介绍给了尼基什，但富特文格勒过于激动，什么话也说不出来:23。富特文格勒之后观摩了尼基什在汉堡的多场音乐会，希望以此找到这位大师的“秘密”，了解自己缺乏的到底是什么：为什么尼基什只需要有限的、简单的手势，就能让乐团创造出如此美妙的声响。尼基什不断邀请富特文格勒参加自己音乐会后的晚宴。有宾客问尼基什这个穿着朴素、害羞腼腆、不发一语的年轻人究竟是谁，尼基什简单地答道：“他完全配得上伟大的事物。”，还预言道：“这位年轻人可能会成为我的继承人”:24。对富特文格勒而言，尼基什是他在指挥道路上唯一的偶像:4:32。
1915年，富特文格勒任职曼海姆歌剧院，这是他的第一个重要职位，可视作他光辉生涯的盛大开幕:5:83。9月7日，富特文格勒在曼海姆的第一场音乐会开幕，曲目是贝多芬的歌剧《费德里奥》——这一直是他最爱的歌剧:88。评论一片赞誉：德国到处都在盛传“富特文格勒奇迹”:5。曼海姆的职位也极具象征意义：正是曼海姆乐派在十八世纪中叶系统性地发展了奏鸣曲式，使其随后成为交响曲的一部分。据富特文格勒的妻子伊丽莎白回忆道，在曼海姆任职的日子，是富特文格勒生涯中最开心的时刻，甚至连随后柏林的任命也不能与之相提并论:54。
富特文格勒本人曾多次提及这次选拔。长期负责富特文格勒录音事务的弗里德里希·施耐普也讲述过这一故事：阿图尔·博丹茨基将要前往美国，亟需为自己找到一位继任者，他本人和一个三人评审团一起负责此事。富特文格勒指挥了《费德里奥》，但犯了不少技术错误，而他的竞争对手却发挥无误。据施耐普所言，富特文格勒当时非常失落，以为自己绝对不会中选。但博丹茨基却邀请富特文格勒共进晚餐，并在席间问他打算什么时候到任。富特文格勒万分惊讶，指出自己犯了许多技术错误，完全比不上其他竞争对手。施耐普说：“博丹茨基道：‘我对这毫无兴趣，你是最棒的！其他人当然都不能跟你相比。’富特文格勒告诉我：‘喏，他是个犹太人，所以你得……我怕是有一天得记下自己欠了犹太人一笔！他们有一种特殊的才能’......这就是富特文格勒的开始。”
富特文格勒对曼海姆也有着个人感情：他年幼时曾随祖母在此待过一段时间，并认识了盖斯马尔一家——这个犹太人一家在当地是颇为有名的律师，闲时也演奏音乐。贝塔·盖斯马尔在自己的回忆录中写道：“富特文格勒很擅长滑雪，几乎可以说是职业水平……他几乎喜欢所有的运动：网球、帆船和游泳他都热衷……他还是一位很好的骑手……”她也提及了富特文格勒非常擅长登山和远足:15。贝塔·盖斯马尔随后成了富特文格勒在曼海姆和柏林的秘书和经纪人，直到她1934年被迫离开德国。:20-5, 143-7自从1921年起，富特文格勒经常会和贝塔与其母亲在恩加丁度假，他1924年还在那里买了一套房子。在他婚后，不少朋友都曾造访此处。:23

#### 德国第一指挥家
在1920-1922年间，富特文格勒轮流在法兰克福、曼海姆、维也纳和柏林的国家歌剧院管弦乐团工作。1922年，他接替尼基什同时执掌莱比锡布商大厦管弦乐团和声名昭著的柏林爱乐:6:62。时年36岁的富特文格勒，已然成为德国首屈一指的指挥家。乔治·施耐德写道：“1922年10月，一位36岁的年轻人在旧爱乐大厅里指挥了柏林爱乐乐团。他刚刚被选为这个全世界最知名乐团的掌门人。包厢里坐着玛丽·冯·彪罗夫人，她的丈夫汉斯·冯·彪罗是一位伟大的指挥家，也是李斯特、勃拉姆斯和瓦格纳的挚友。彪罗夫人评价道：‘在彪罗之后，还是第一次有音乐会能让我起一身的鸡皮疙瘩。’”:30:11
1931年起，富特文格勒成为拜罗伊特音乐节的常客；1937年起，每逢萨尔茨堡音乐节他也执棒:171-194。富特文格勒常常和曾属古斯塔夫·馬勒的维也纳爱乐乐团合作，并于1927年继任费利克斯·魏因加特纳出任乐团指挥。1930年，在德国参议院的压力下，他被迫辞去这一职位——因为当局希望将其留在德国。继任富特文格勒的是克莱门斯·克劳斯。1933年起，维也纳爱乐乐团不再设常任指挥，只保留客座指挥。不过，克莱门斯·赫尔斯伯格曾说：“在1927年到1954年间，威廉·富特文格勒就是维也纳爱乐乐团事实上的首席指挥，他带领乐团上演了超过500次音乐会。”但富特文格勒本人一直宣称，他重视柏林甚于维也纳，他将自己和柏林爱乐紧紧联系在一起，这也是他为什么选择留在德国。维也纳爱乐的音乐家们会抱怨，在大师心目中，自己只是“情妇”，柏林爱乐才是“正妻”:83。富特文格勒将柏林爱乐视作自己的家人，对他们满怀爱意，即便是纳粹统治时期也不遗余力地保护他们:103。
富特文格勒在自己的前半段生涯中曾致力于创作，正因此，他也对现当代作曲家很感兴趣，总是编排他们的曲目:122，包括阿尔蒂尔·奥涅格、汉斯·普菲茨纳、阿诺德·勋伯格、巴托克·贝洛、古斯塔夫·马勒、谢尔盖·普罗科菲耶夫、卡尔·尼尔森、莫里斯·拉威尔和理查·施特劳斯:19，其中他最爱的是巴托克:32。富特文格勒还指挥了一些著名当代作品的世界首演。
富特文格勒在二十年代开始和音乐理论家海因里希·申克合作——申克对于调性音乐的解释理论堪称权威——直到申克于1935年去世。申克常常出席富特文格勒指挥的音乐会，对他的诠释做出评价和指正。
1924年，富特文格勒首次在伦敦演出。直到二战爆发前的1938年——彼时他正在指挥瓦格纳的《指环》，他都一直为伦敦的观众挥动指挥棒（二战结束后，在1948年到1954年间，富特文格勒也一直在伦敦演出）。1925年，富特文格勒出任纽约爱乐乐团（NYPO）的客座指挥，并在接下来的两年间不时与NYPO合作。

#### 魏玛共和国

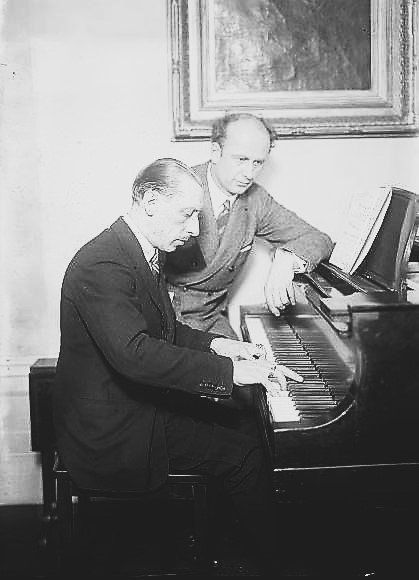
斯特拉文斯基（左）与富特文格勒（右）在钢琴前，摄于1930年

一战后，尽管大环境很不友好，但富特文格勒依然坚持指挥法国音乐:33，比才的《卡门》更是数度列入他的演出曲目。洛迦诺公约签订后，富特文格勒理所当然地领导着德法文化交流与和解。无数传记都表明，虽然当时德国弥散着对法国和犹太人的仇恨，但富特文格勒并没有陷入其中:100。
德国的文化事业在魏玛共和国期间飞速发展——不只是古典音乐，还有建筑（包豪斯学派）、电影、绘画（德国表现主义）等等，而富特文格勒成为了德国伟大音乐传统活的化身，在美学领域扮演了重要的角色。无论是他的职业生涯、音乐影响力，还是领导风格，在溯源时都不应归于纳粹时期。

### 指挥家与纳粹：艺术与政治
富特文格勒与阿道夫·希特勒的关系，以及他对纳粹的态度，历来都是个颇有争议的话题。但其实，早在纳粹1933年掌权的时候，富特文格勒就对他们提出了批评，:37随后更是公开反对希特勒的种族政策:44——当富特文格勒为保罗·欣德米特辩护的时候，他发现自己已然与纳粹的领袖针锋相对:48。（参见后文的“欣德米特案”部分）尽管如此，纳粹领导人还是希望富特文格勒留在德国，并把他当作德国文化的象征。而富特文格勒本人也自觉有义务留在德国，保护德国的传统文化——将属于巴赫、贝多芬和勃拉姆斯的音乐在德国继承下去，所以他选择以“非政治的”:51艺术家身份留在柏林。（参见后文的1935年的协议部分）然而，富特文格勒很快就发现，留在德国却不与纳粹发生联系是不可能的，比如在1935年5月2日，富特文格勒本来要指挥一场纪念贝多芬的音乐会，谁料纳粹领袖竟全员在场。:253不过，富特文格勒留在德国，确实能保护到他麾下的音乐家——甚至还帮助存续了维也纳爱乐乐团:57。许多犹太人及非犹太人也因富特文格勒而获救。（后文中有详述）:171-194
纳粹宣传部部长约瑟夫·戈培尔对这一切了若指掌，他数次在日记中写道，富特文格勒不停地帮助犹太人、“半犹太人”和“他的小欣德米特”，但他乐于对此睁一只眼闭一只眼:102——作为交换，他成功地让富特文格勒出席了一些颇为重要的活动：在1938年纽伦堡的纳粹党大会之前，他迫使富特文格勒指挥了瓦格纳的《纽伦堡的名歌手》；:57还有几次希特勒生日时的贝多芬音乐会——其中以1942年的“黑色贝九”尤为著名。（参见后文的德奥合并部分）战后，这些音乐会为富特文格勒招来了巨大的非议。不过，富特文格勒在战时向来拒绝在被占领的国家演出，例如，他每年都拒绝去法国演出。:60但在1940年和1944年，他被迫前往布拉格，在那里他演绎了斯拉夫音乐。:1141943年，富特文格勒又被迫在奥斯陆演出，他借此机会帮助犹太裔指挥家伊赛·多布罗文逃到了瑞典。（参见后文的二战部分）:115
富特文格勒从不行纳粹礼、从不指挥纳粹党歌:13，也拒绝在纳粹的宣传电影《爱乐乐团》中露面——而这部电影本是以他为主角构思的。:61纳粹的领导人本来对富特文格勒的这些抗议活动睁一只眼闭一只眼。但在1944年7月20日刺杀希特勒的行动失败后，情况发生了变化——很显然，富特文格勒和策划刺杀的抵抗组织有着联系。（参见后文的战争尾声部分）:1711945年2月，富特文格勒得知盖世太保将要逮捕自己后，立刻逃往瑞士:121。

#### 初次面对纳粹
希特勒出任德国总理的时候，富特文格勒非常反对，并相信他在这个位子上并坐不久:66-67。富特文格勒在1932年的时候评论希特勒说：“这个尖声尖气的贩夫走卒永远也别想在德国找到一席之地。”:37
随着第三帝国的反犹政策愈演愈烈，许多犹太音乐家被迫离开德国。纳粹意识到富特文格勒反对这一政策，并可能决定离开德国，于是对雇佣了许多犹太人的柏林爱乐网开一面:57-60。1933年，布鲁诺·瓦尔特被迫解职离开莱比锡布商大厦管弦乐团，不再担任其首席指挥。纳粹要求富特文格勒带领乐团进行一次国际巡演，以此向世界证明德国并不需要犹太音乐家。富特文格勒拒绝了。最终带领乐团演出的是理查·施特劳斯。:44
1933年4月10日，富特文格勒给戈培尔写了一封公开信，抨击统治者的反犹主义：
诚然，我只认同一条分界线：那就是好的艺术和差的艺术之间的差别。然而，犹太人和非犹太人的分界线却不是这样。这条界线的划分是如此残酷、不近人情。与之相比，好艺术和差艺术之间的界线虽然一直对我们的音乐生活有着重大的影响，此时却显得微不足道了[...]观众一定是从音乐会上获得了什么，才会出席这艺术的盛宴。这就是为什么艺术的质量不单是一种理念：而是至关重要的。如果反犹运动只针对那些没有寄托、破坏美感、追求刻奇和矫揉的伪艺术家，以及附庸风雅之辈，那这场运动还是可以接受的；反对这群人和他们那种恶劣态度（很不幸，抱有这种态度的人有很多并不是犹太人）的运动，可以说是再彻底、再系统也不为过。然而，如果这场运动把矛头对准了真正伟大的艺术家，那就与德国的文化生活所需背道而驰[...]因此，我不得不在此声明，必须允许像瓦尔特、克伦佩勒、莱因哈特这样的人未来留在德国发光发热，同样的道理也适用于克莱斯勒、胡伯曼、施纳贝尔之类伟大的犹太演奏家。身为德国人，不应忘记我们曾经有过约瑟夫·约阿希姆和门德尔松：约阿希姆名列史上最杰出的小提琴演奏家和教育家；门德尔松这位伟大的德国作曲家则是德国音乐史不可分割的一部分——而他们都是犹太人。:340

1933年6月，富特文格勒基于和戈培尔的讨论进一步写道：“犹太问题在音乐领域就是在针对一群天才！”他威胁说如果反犹主义继续在艺术领域蔓延，就马上辞去所有职位，并断言“若是没有（犹太人），任何音乐会都将无法举办——这就好比是一场病人必死的手术。”:74
鉴于富特文格勒的崇高地位，纳粹内部对如何处理他的公开抵制产生了分歧：希姆莱要把富特文格勒送进集中营，而戈培尔和戈林则指示有关部门按照富特文格勒的意思办，这让富特文格勒相信自己可以做到:53，能对制止纳粹的种族政策起到正面作用。富特文格勒随后在1933-34乐季里邀请几位犹太和反法西斯的艺术家（包括梅纽因、施纳贝尔和卡萨尔斯）担当独奏，但大师们纷纷拒绝前往纳粹德国:46。富特文格勒随即邀请自己乐团中的犹太音乐家，如席蒙·戈德堡，担当独奏。
盖世太保对于富特文格勒帮助犹太人的行为立了一项专案。富特文格勒在德国境外演出的时候，将其所有收入都捐给了德国移民:319，知识分子汉斯·梅耶就是其中之一。梅耶随后在战前亲眼目睹了富特文格勒在巴黎执棒的瓦格纳——富特文格勒只选择德国移民（犹太人或是反对第三帝国的人）演唱:109。纳粹文化部的官员乔戈·乔鲁留斯曾在一封给戈培尔的信中写道：“您能告诉我还有哪件犹太人的案子是富特文格勒没有插手的吗？”:94
富特文格勒从未加入过纳粹党，并拒绝行纳粹礼，也不指挥纳粹党歌。他拒绝在写信署名时写上“希特勒万岁”，即便是写给希特勒的信也一样。不过，富特文格勒却依然被任命为帝國音樂厅的第一副院长，名列普鲁士联邦议会。富特文格勒接受了这些荣誉头衔，是想要在此基础上扭转纳粹的种族政策，帮助犹太音乐家。战前在伦敦和巴黎的音乐会上，富特文格勒一直拒绝指挥纳粹党歌，也不在装饰有纳粹万字标志的厅堂里演出。:2201937年巴黎世博会期间，德国代表通过凯旋门的时候，照片记录只有富特文格勒没有行纳粹礼。
1933年，富特文格勒跟希特勒见了一面，意图阻止在音乐领域的反犹政策。富特文格勒准备了一长串犹太音乐家的名单，其中有作曲家阿诺德·勋伯格、音乐学家居特·萨克斯、小提琴家弗莱什·卡罗伊，以及柏林爱乐的音乐家们:100。但希特勒根本不听富特文格勒的，富特文格勒随即失去了耐心，二人大吵了一架。贝塔·盖斯玛写道：“会谈后，他告诉我自己已经完全明白了希特勒偏狭的举措意味着什么——反对的不仅仅是犹太人，还有一切形式的美学和哲学思考、一切形式的自由文化……”:86:45

#### 曼海姆音乐会
1933年4月26日，富特文格勒和柏林爱乐在曼海姆和当地乐团举行了一场联合音乐会，既是为了纪念瓦格纳逝世50周年，也是为了给当地乐团筹款。这次音乐会在纳粹上台之前就已组织完毕，但被纳粹掌控的曼海姆管弦乐团理事会却要求柏林爱乐的犹太人首席，席蒙·戈德堡给曼海姆的首席让路。富特文格勒断然拒绝，音乐会于是照原计划进行。
在当夜的宴会前，曼海姆管弦乐团理事会的成员责备富特文格勒“缺乏爱国情操”:81-2。富特文格勒愤而离席，转去与贝塔·盖斯玛及其母亲一起共享晚餐。富特文格勒更愿意和他的“犹太朋友”，而非纳粹当局共度一夜，这件事引起了轩然大波。富特文格勒随后更拒绝再在曼海姆指挥音乐会，直到21年后的1954年。

#### “欣德米特案”
1934年，富特文格勒公开将希特勒称为“人类之敌”，并宣称眼下的政治处境是“Schweinerei”的（“可耻”，字面意思为“像猪一样可鄙”）。1934年11月25日，富特文格勒在《德意志汇报》（Deutsche Allgemeine Zeitung）上发表了公开信《欣德米特案》（Der Fall Hindemith），以此支持被纳粹列为“颓废艺术家”的作曲家保罗·欣德米特。尽管纳粹禁止上演欣德米特的《画家马蒂斯》，富特文格勒还是指挥了这部作品:138。是次音乐会好评如潮，但也引发了一场政治风暴。纳粹党（尤其是头号种族理论者阿尔弗雷德·罗森贝格）发起了一场针对富特文格勒的密谋，而富特文格勒辞去了所有的官方职位，包括纳粹国立音乐学院的第一副院长和普鲁士联邦议会的职位——但戈林拒绝他从议会辞职，而戈培尔则强迫富特文格勒辞去了所有的艺术职位。:291
富特文格勒决定离开德国:48，但被纳粹阻止:144:139。纳粹意图借此机会“雅利安化”柏林爱乐及其管理层。乐团内大多数的犹太艺术家借由富特文格勒的帮助离开德国，在国外另寻职位。富特文格勒几个月里一直要求与戈培尔会面，要当局澄清自己现在的处境，但遭到拒绝。与此同时，许多人——不只是乐团里的音乐家，都恳求富特文格勒不要离开德国，不要抛弃他们:159。与此同时，戈培尔明确指出，要是富特文格勒离开德国，就永远都别想回来，以此威胁富特文格勒可能与他非常亲密的母亲和孩子永别。富特文格勒觉得自己应对柏林爱乐和家庭负责，所以选择留在了德国:128:55:52

#### 1935年的协议
1935年2月28日，富特文格勒见了戈培尔一面。戈培尔把富特文格勒看作是和理查·施特劳斯和汉斯·普菲茨纳一样的“国家财富”，想把他留在德国。:190戈培尔要求富特文格勒公开宣誓效忠新政权，但富特文格勒拒绝了:143:chapter 5。戈培尔转而要求富特文格勒公开承认现在主宰文化政策的是希特勒，富特文格勒接受了：像希特勒这样的独裁者，事实上主宰着这个国家的一切。:172但富特文格勒也强调，当局必须公开自己与现行的文化政策无关，他是一位非政治的艺术家，不会担任任何官方职位:145:172。戈培尔也接受了这样的妥协，与之达成了口头协议。戈培尔也发表声明，称富特文格勒关于欣德米特的文章与政治无关，纯粹是出于艺术，而希特勒则是主宰德国文化政策的人。戈培尔并未披露协议的第二部分。:173虽然富特文格勒没有坚持再次公开宣布，明确表示戈培尔向他保证不必参加正式音乐会，没有意识到这样做的象征性所具有的重要意义，但是这样的“协议”很大程度上得到了遵守，因为在战后的去纳粹化审判中，对富特文格勒的指控中也只有他指挥过的两场官方音乐会。
纳粹的其他领导人对这样的妥协并不满意，他们认为富特文格勒并未屈服。如阿尔弗雷德·罗森堡认为这样的妥协是对国家社会主义的直接挑衅，因为富特文格勒根本没有为他对纳粹政策的无数批评道歉，他要求富特文格勒公开道歉，却没有成功。:173而想把富特文格勒留在德国的戈培尔对这样的妥协已经满意，他甚至在日记中嘲笑“艺术家的天真真是难以置信”。:51
现在希特勒给富特文格勒签发了新的护照。四月两人又一次会面时，他还批评富特文格勒对现代音乐的支持，还让他暂时停止日常指挥——除了已经计划好的在拜罗伊特的演出。:293不过，希特勒也做出了一些让步：他同意富特文格勒不会担任官方职位，只作为“个人艺术家”活动。但希特勒拒绝将此公之于众，他觉得这会“有损国家声誉”。:151
富特文格勒开始重回舞台。1935年4月25日，他指挥柏林爱乐上演了一出致敬贝多芬的曲目。许多在他离开期间实行抵制、远离音乐厅的观众都来支持他:150。谢幕时观众呼唤他返场多达十七次。5月3日，富特文格勒原定将指挥同一曲目，但演出开始之前他在更衣室里被告知，希特勒及其全部党羽都将出席这次音乐会，并命令他行纳粹礼欢迎希特勒:253。富特文格勒为此大发雷霆，甚至扯掉了暖炉上的木板。:74:152乐团经理弗朗兹·加斯透（Franz Jastrau）于是建议富特文格勒上台时右手一直握着指挥棒。富特文格勒采纳了这一计策，握着指挥棒直接迈进音乐厅，立刻开始演出，而不顾所有的纳粹高官都在行纳粹礼。这样的冒犯让希特勒始料未及，但他没有发作：这位大独裁者坐了下来，音乐会继续进行。:177
音乐会结束时，富特文格勒依然右手紧紧攥着指挥棒。希特勒明白了当下的情况，跃上舞台，充满感情地伸出了手:75:153，含义十分明显——这样的事情在之后的音乐会上再次上演，而纳粹安排的摄影师早就准备好了要捕捉这一幕：戈培尔将富特文格勒和希特勒握手的著名照片散播得到处都是:51，以此达成自己的目标：将富特文格勒留在德国，同时给那些不明真相的人（尤其是身处国外的人）留下富特文格勒已经支持新政权的印象。
1935年，富特文格勒在日记中写道，纳粹的种族意识形态，和真正的德国文化——属于席勒、歌德、贝多芬的文化，完全是背道而驰。:37他在1936年补充道：“活在今天比以往任何时候都更需要勇气”。:11

#### 纽约爱乐乐团
1935年9月，纳粹党员、男中音奥斯卡·约里（Oskar Jölli）向盖世太保举报，称富特文格勒曾说过“只有把当权者都枪毙，德国才会有变化”。:188富特文格勒被希特勒禁止指挥数月，禁令直到1936年1月富特文格勒的五十大寿才得以解除。:104除了准许再度指挥之外，希特勒和戈培尔还为他准备了寿礼：希特勒开出一份40000帝国马克的年金；而戈培尔准备了一根象牙黄金指挥棒。这两份礼物都被富特文格勒拒绝。:52:105:191
这时，纽约爱乐乐团（NYPO）向富特文格勒发出了邀约，邀请他担任下一任首席指挥，这在当时的国际音乐界是最为名利双收的职位。:156乐团的现任首席指挥阿尔图罗·托斯卡尼尼也曾说过，富特文格勒是唯一能继承他的人。:157富特文格勒接受了这一职位，但他和NYPO之间的电话遭到了盖世太保的窃听。正当富特文格勒就要成行的时候，联合通讯社的柏林分部在戈林的指示下泄露了一条消息:157-159，暗示富特文格勒即将被重新选为柏林国立歌剧院和柏林爱乐的音乐总监。:52:157这则消息引起了纽约的反富情绪：看起来这位指挥家现在支持纳粹党了。富特文格勒读到了纽约的报道，决定不再接受那里的职位，但他也没有接受柏林歌剧院的职位。

#### 1936-1937年
富特文格勒在三十年代海外巡演时邀请了犹太和其他“非雅利安”的音乐家，他1943年在巴黎指挥瓦格纳歌剧时亦是如此。文学教授汉斯·梅耶是一位被驱逐出德国的犹太共产主义者。据他战后回忆，在这些音乐会上，富特文格勒总是故意挑选出一支几乎全是由犹太人，或者被驱逐出德国的人所组建的乐团。:109与之相仿的是，富特文格勒在1937年巴黎世博会上演出了一系列瓦格纳的歌剧，大获成功。戈培尔在德国的媒体上大肆宣传富特文格勒和瓦格纳在巴黎大受欢迎，但造就了富特文格勒巴黎奇迹的，是一群被德国流放的人，其中更是有很多犹太人，他们迁居巴黎，将富特文格勒视为德国内部反纳粹的代表。与此同时，纳粹其实注意到，并指责富特文格勒的国外巡演并没有带来收益，起先他们认为是富特文格勒个人挥霍掉了，随后才意识到富特文格勒是把巡演的收入捐献给了在外的德国移民。战后有许多德国移民都表示，富特文格勒对他们倾其所有，几乎掏空了自己的“最后一分钱”。:80富特文格勒总是拒绝行纳粹礼、拒绝指挥纳粹党歌。当他指挥柏林的管弦乐团出国演出的时候，这样的事情似乎无法避免——于是在1935-1939年间，英国和法国的观众会发现，音乐会开始的时候，富特文格勒会让自己的弟子汉斯·冯·本达（Hans von Benda）代为执棒，只在开场结束后才进入厅室。:220
1936年，尽管与温妮弗蕾德·瓦格纳的关系不佳，富特文格勒还是重又在拜罗伊特执棒，这还是1931年后的头一遭。他指挥了新设计的《罗恩格林》（这还是1909年以来拜罗伊特第一次上演这出歌剧）。希特勒先前保证这出戏的制作在费用上不是问题，因此其服装和布景的宏大华丽，在拜罗伊特史上都是前无来者的。希特勒和戈培尔都出席了此届音乐节，并视图迫使富特文格勒接受一个官方职位。富特文格勒和希特勒在温妮弗蕾德·瓦格纳位于拜罗伊特的家中会面。作曲家理查德·瓦格纳的外孙女，反纳粹的弗林德里德·瓦格纳见证了这一幕：
我记得希特勒转向了富特文格勒，告诉他现在必须为党的宣传出点力，而富特文格勒直截了当地拒绝了。希特勒勃然大怒，并威胁富特文格勒要把他投入集中营。富特文格勒冷静地回道：“要真是如此，总理阁下，至少我在那里会遇到很好的同志。”希特勒无言以对，离开了房间。:53
富特文格勒抵制了1936年的柏林奥运会，并在接下来的冬季取消了所有公众活动，专心作曲:54。1937年，他回到柏林爱乐，带领乐团在乔治六世的加冕礼和1937的巴黎世博会上演出。在巴黎，他拒绝指挥纳粹党歌，也不出席纳粹官员的政治宣讲。:220
和拜罗伊特不同，萨尔茨堡音乐节被看作是“自由世界”的节日，是反纳粹艺术家聚集的中心。希特勒禁止所有的德国音乐家前往演出。1937年，富特文格勒受邀在萨尔茨堡指挥贝多芬第九交响曲。尽管希特勒和戈培尔强烈反对，富特文格勒还是接受了邀请。等他回到拜罗伊特音乐节的时候，他和温妮弗蕾德·瓦格纳的关系更差了。在1943年之前，富特文格勒没有再出席拜罗伊特音乐节。:81他写了一封信给温妮弗蕾德，并抄送了希特勒、戈林和戈培尔，斥责她在选择演员时不考虑艺术，只考虑种族，是完全背叛了瓦格纳的遗产，并且还“寄信于独裁政权的力量”。希特勒对这样直接的批判立刻作出了反应：他想要永远禁止富特文格勒出席拜罗伊特音乐节。:221戈培尔在1937年的日记里写到，富特文格勒一直在帮助犹太人、“半犹太人”和“他的小欣德米特”。:102对纳粹领导人，尤其是希特勒来说，现在是时候要找到一个能替代富特文格勒的人了。

#### 赫伯特·冯·卡拉扬
纳粹领导人开始寻找能和富特文格勒相抗衡的指挥家。:240年轻的赫伯特·冯·卡拉扬颇有才华，出现在了第三帝国的视线里。卡拉扬很早就加入了纳粹党。相比富特文格勒，他更愿意加入新政权的宣传工作。:241
富特文格勒出席了几场卡拉扬的音乐会，称赞其技术上的天赋，却也给出了指挥风格上的批评。他并没有把卡拉扬当作是一个严肃的对手。不过，当卡拉扬于1938年末在柏林指挥贝多芬的《费德里奥》和瓦格纳的《特里斯坦与伊索尔德》的时候，戈林决定主动出击，:239指示音乐评论家埃德温·冯·德·努尔写了一批乐评，题为《卡拉扬奇迹》，明显是在碰瓷富特文格勒年少时在海因姆指挥的“富特文格勒奇迹”。努尔称赞卡拉扬道：“这位三十岁英杰的演绎，足以让我们五十岁的大师嫉妒。”文章旁边就是富特文格勒的照片，言下之意十分明显。:242
这些文章不过是攻讦富特文格勒的冰山一角。纳粹的媒体批评他是“十九世纪的人”，其政治理念已经过时，无法理解接受德国的新变化。富特文格勒对这样的情况忍无可忍，他让戈培尔保证会停止这些攻击。:244

#### 经典录音与水晶之夜
1937年，富特文格勒前往英国巡回演出，期间他第一次录制了自己对于贝多芬第九交响曲的诠释，还和著名的克尔斯滕·弗拉格斯塔德及劳里茨·梅尔基奥一起灌录了大量的瓦格纳歌剧精粹，甚至还有一些唱片是三人合力的产物。这些录音的价值非同凡响，可说得上是二十世纪最佳的瓦格纳演绎。

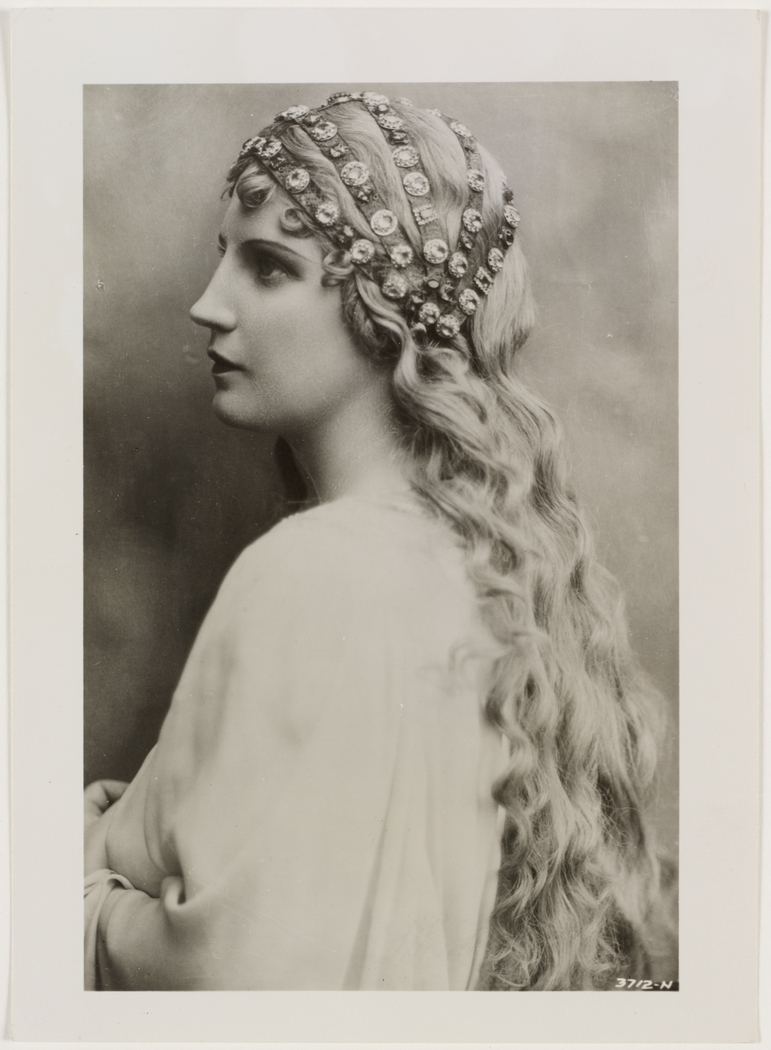
克尔斯滕·弗拉格斯塔德，上世纪最杰出的瓦格纳女高音之一。她在《罗恩格林》中饰演艾尔莎

1938年，对犹太人系统性的暴行愈演愈烈，最终爆发了“水晶之夜”。社会的黑暗对富特文格勒影响很大:59，贝塔·盖斯玛在巴黎见到富特文格勒，称他“极度失落”。:352富特文格勒的心境也反映在他的棒下。是年录制的柴可夫斯基第六交响曲辛辣犀利地揭露了当时的社会现实:221-228，而当时的评论家却一致认为，现实远没有富特文格勒在音乐中表现的那么悲怆、悲剧。富特文格勒当时陷入了极度的抑郁，几近自杀。在同年《帕西法尔》录音中，他也表现出了同样的消沉。萨米·海波拉如此描述富特文格勒棒下的柴六：“末乐章尚有希望的一瞥，但巨大的悲剧即将让整个世界陷入至暗时刻，而观察家们则不得不承认，富特文格勒已经预言了这一切的到来。”

#### 德奥合并
富特文格勒起先非常赞同1938年3月12日的德奥合并。:242但他迅速意识到纳粹领导人“吞并奥地利文化”的决定是要废除奥地利一切独立的文化活动，将其转到柏林。:174德奥合并后，富特文格勒发现金色大厅里挂起了巨大的纳粹万字旗。他当即拒绝指挥维也纳爱乐乐团，“直到这面旗子从大厅里撤下”。旗子最后从厅里移走了。:176
戈培尔想要彻底取缔维也纳爱乐乐团，并将维也纳国立歌剧院变成柏林国立歌剧院的分支、将萨尔茨堡音乐节并入拜罗伊特。:175此外，他还想没收维也纳音乐之友协会的珍藏，将其全部搬到柏林——这可是世界上最大的音乐收藏。希特勒打算否认奥地利有自己的、独立于德国的文化。奥地利音乐界恳求维也纳音乐之友协会的名誉主席——富特文格勒帮助他们。:174
富特文格勒为其奔走，想要说服纳粹领导人放弃计划。据历史学家弗雷德·K·普列伯格记载，富特文格勒在这段时间常常在德国领导人出席的情况下指挥音乐会（通常是与维也纳爱乐乐团合作），以此保全乐团。他还在柏林与维也纳为希特勒组织了几场奥地利音乐的音乐会，以此强调奥地利的文化。纳粹的领导人想要利用这一机会，于1938年邀请富特文格勒，在纽伦堡为纳粹的党大会指挥维也纳爱乐乐团演奏瓦格纳的《纽伦堡的名歌手》。富特文格勒答应指挥，但要求演出不能是党大会的一部分。希特勒最终接受了富特文格勒的条件：:235音乐会将在9月5日举办；而政治活动将于翌日早上正式开始。这次音乐会，再加上1942年时希特勒的生日音乐会，在战后为富特文格勒招致巨大的批评。然而，富特文格勒还是成功地避开加入党大会，并保全了维也纳爱乐乐团和整个维也纳、以及维也纳国立歌剧院的音乐珍藏。他还说服了希特勒和戈培尔，让卡尔·伯姆担任维也纳国立歌剧院的音乐总监。:175除此之外，富特文格勒和在柏林爱乐时一样，一直保护着维也纳爱乐中的“半犹太”成员，或者伴侣是“非雅利安人”的人，直到战争结束，这在整个德占区都是难得的例外:236——不过，和在柏林爱乐不同的是，对于“纯种”犹太人，富特文格勒此时无能为力。他们难逃迫害，有相当一部分死在了集中营里。
对于富特文格勒在维也纳、布拉格和纽伦堡指挥的音乐会，戈培尔十分满意，他认为这给德国吞并奥地利和捷克斯洛伐克提供了“文化上的”正当性，:57在这一时期，他还说过“富特文格勒现在十分愿意出席我给他安排的任何活动......他已经成为了一个彻底的沙文主义者”这样的话。:295不过，戈培尔还是忍不住抱怨富特文格勒在帮助犹太人和“半犹太人”，这样的抱怨贯穿了整场二战。:102戈培尔还在日记中写道，富特文格勒的目标就是不遵守纳粹的文化政策。例如，富特文格勒一直在支持萨尔茨堡音乐节，以此对抗纳粹政权的拜罗伊特音乐节。:57
富特文格勒受1930年代这些事件影响很大，普列伯格称1939年的他已是支离破碎。:2721939年2月20日，法国政府授予富特文格勒荣誉军团勋章，这一举动也许说明了西方民主国家的政要认识到，富特文格勒在政治上并不认可纳粹政权。富特文格勒获勋的消息在德国被希特勒封锁。:59

#### 二战
富特文格勒在战时一直避免前往被占领国指挥。他说过：“我永远不会去法国这样的国家演出——我很爱法国，那样会让我自己显得像一位‘征服者’。我只有在这个国家得到解放之后才会去那里指挥。”:60尽管纳粹尝试强迫富特文格勒在法国演出，但他都予以拒绝。:60并说自己只会在法国的邀请下才会去指挥。戈培尔于是强迫法国指挥家查理·明希向富特文格勒发出了个人邀请，但明希在其信件的底部用小字写道“在德国占领当局的同意下”。富特文格勒当即拒绝了邀请。:185
富特文格勒确于1940年11月与1944年3月于布拉格执棒。1940年的曲目由富特文格勒亲自挑选，其中有斯美塔那的《沃尔塔瓦河》。据普列伯格记载：“这首曲子取自捷克大师闻名遐迩的《我的祖国》套曲……本意是为了鼓励捷克的爱国者反抗奥地利的统治……富特文格勒选择《沃尔塔瓦河》不是以身犯险，而是阐明自己的态度——他和捷克被压迫的人民站在一起。”:2851944年是德国占领捷克五周年，富特文格勒为此在布拉格的音乐会其实是一场交易：他不想于四月在柏林为希特勒指挥生日音乐会，他在三月（以及1943年4月）的时候向戈培尔提出自己身体抱恙，戈培尔便要求他改去布拉格指挥。富特文格勒选择的曲目是德沃夏克的第九交响曲。富特文格勒亦于1943年在奥斯陆执棒，他在那里帮助犹太指挥家伊赛·多布罗文逃到了瑞典。:115
在留下自己1938年版本的柴六之后，富特文格勒看似陷入了人生的低谷。但随着二战的爆发，富特文格勒的精神状态又变得不一样了。在1940年管弦乐版本的贝多芬第十三号弦乐四重奏中，彻头彻尾的抑郁已然不见，甚至看不出这是一份当时大环境下的作品。聆听这份录音，不能不想到富特文格勒年轻时在希腊学习贝多芬四重奏的日子。彼时的富特文格勒，似乎达到了一种前所未有的精神——这种精神根植于古希腊理想的至高传统，为德国的交响音乐所继承。正是这种精神，让他能坚持下去。戈培尔早就知道富特文格勒的倾向，早在德国知识分子在战后发明“国产移民”这个术语之前，戈培尔就以此称呼留在德国境内的不合作者了，他1944年4月的时候写道：“富特文格勒从来就不是一个国家社会主义者。他甚至对此不加掩饰（……）他甚至就是犹太人和外国移民中的一员，他就是那种“国产移民”（......）他从未改变对我们的想法。”:75
1942年四月，富特文格勒为希特勒的生日指挥柏林爱乐演出了贝多芬的第九交响曲。这次演出被镜头记录了下来——至少最后的几分钟现在仍能在YouTube上看到。演出结束时，戈培尔冲上舞台，和富特文格勒握手。这次音乐会在战后为富特文格勒招来了非常严厉的批评。其实，富特文格勒先前已在维也纳安排了数场音乐会，以此避免在柏林为希特勒庆生。:291但德军在莫斯科战役中失败后，戈培尔决定在希特勒的生日前夜发表长篇演说，之后再演出贝九，以此鼓舞士气。戈培尔执意要让富特文格勒指挥，好让整场活动趋于完美。富特文格勒拒绝了戈培尔的提议，声称自己没有时间排练，在维也纳还另有演出。但戈培尔强迫维也纳的组织者放弃活动（有些人甚至受到了身体威胁），取消音乐会，并强迫富特文格勒返回柏林。:75到了1943年和1944年，富特文格勒会备好假的医学证明，防止这样的情况再度发生。:64
时至今日，众所周知的是，富特文格勒一直在利用自己的影响力帮助犹太人逃离第三帝国的魔掌——他救助的不止是音乐家，还有许多圈外人士。他成功地从达豪集中营里解救了指挥家弗里茨·茨威格的侄子，马克斯·茨威格。他救下的犹太人还有弗莱什·卡罗伊、约瑟夫·克里普斯和作曲家阿诺德·勋伯格。
戈培尔想让富特文格勒参演纳粹的宣传电影《爱乐乐团》，并以此作为卖点，但遭到富特文格勒的拒绝。电影完成于1943年12月，其中展示了许多和柏林爱乐有联系的指挥家，包括欧根·约胡姆、卡尔·伯姆、汉斯·克纳佩茨布施、理查德·施特劳斯——但没有富特文格勒。:320戈培尔还要求富特文格勒在一部有关贝多芬的电影中执棒，以作宣传之用，他们二人为此大吵了一架。富特文格勒告诉戈培尔：“部长先生，要是你认为自己能在这部电影里利用贝多芬，那你真是大错特错了！”戈培尔最终放弃了这部电影的计划。:191
据温妮弗蕾德·瓦格纳（著名的反纳粹者）回忆，自己在战时和母亲弗林德里德·瓦格纳对话时提到，希特勒从未信任过富特文格勒，戈林和戈培尔对富特文格勒一直在帮助自己“不理想的朋友”感到非常不满。不过，为了感谢富特文格勒在柏林遭到空袭时依然没有离开，希特勒命令阿尔伯特·施佩尔为其一家建造防空洞。富特文格勒予以拒绝，但未果。:187施佩尔称，富特文格勒曾在1944年12月问过他，德国是否还有可能赢得战争。施佩尔对此表示悲观，并建议富特文格勒逃往瑞士，躲避可能的纳粹清算。富特文格勒是1944年唯一没有在《我们与希特勒同进退》文件上签名的重要的德国艺术家。:317

#### 战时杰作
如果说富特文格勒在1942-1943年间的录音依然盖上了悲剧的印记，至少它们并不像1938年的柴六那样充满绝望。恰恰相反，这些录音迈向了另一个伟大的维度，这种趋势随着战争的进行、世界的坍圮而越演越烈，直到1944-1945年间达到高潮。彼时，悲剧已全然不见。若将他1942年布鲁克纳第七交响曲的慢板乐章、与1944年布鲁克纳第八交响曲的慢板乐章，拿来于1938年的柴六对比，这份感觉就尤为明显。柴六留下的是一片虚无，而布七、布八虽然也给人悲剧的感觉，但基调还是雄壮恢弘的。1942的作品还只把希望藏在底色中，而到了1944年的慢板乐章，富特文格勒看起来固然接受了毁灭和死亡，但在乐章的结尾，“一切豁然开朗”。其中蕴含的精神力量无疑需要无尽的希望才能迸发出来——这在富特文格勒1944年的贝多芬第三交响曲“英雄”中尤为明显，这次演绎甚至被赞为“最伟大的交响曲诠释”。非常可惜的是，富特文格勒棒下这次最为伟大的第二乐章，《葬礼进行曲》，没能留下录音。但这次与死亡的伟大对话，已然超越了德国表现主义的范畴，给人的感觉反倒颇像伦勃朗的画作——强大的精神力量呼之欲出，其中的美感是如此的广袤，超越了形式的束缚。安德烈·图布夫如此评价1944年的录音：“其中蕴含的古典主义是如此的精妙绝伦，织体高贵典雅，有如磐石，间或又侵略如火；谐谑曲以进行曲的节奏将能量迸发出来，叫人‘身临其境’，不能自拔。”
1942年，随着录音技术的发展，富特文格勒也开始灌录更多的唱片，其中有一些堪称二十世纪最伟大的录音，包括传奇的布鲁克纳第七交响曲慢板乐章、和埃德温·费舍尔合作的勃拉姆斯第二钢琴协奏曲、布鲁克纳第五交响曲、舒伯特第九交响曲“伟大”、理查·施特劳斯的《提尔恶作剧》——当然，还有不能不提的贝多芬第九交响曲。这次演绎有但丁式的宏大，哈里·哈尔布雷希谈及第一乐章时写道：“富特文格勒爆发出令人心悸的洪荒之力，无人能及。”
在音乐评论家眼中，是次贝九的慢板乐章，成为了富特文格勒艺术的“巅峰”。雷尼·特雷民评论道：“这一慢板乐章已超越人类所能及的极限，是富特文格勒的巅峰之作——犹如其（1944年在维也纳的）《英雄交响曲》中的“葬礼进行曲”（第二乐章）。”哈里·哈尔布雷希在谈及终章330小节处的极强和随后不成比例的高潮时补充道：“（这是）上帝之境，只有这样的演绎才配得上贝多芬，其力度可与米开朗基罗的西斯廷礼拜堂相比。”
1943年，富特文格勒录制了《科里奥兰序曲》、勃拉姆斯的第四交响曲和《海顿主题变奏曲》，以及贝多芬的第五交响曲——尤其是贝五，其第三、四乐章之间的迁跃可名列音乐史上最伟大的神来之笔。
在完成贝五的四个月后，富特文格勒又录制了贝多芬的第七交响曲。哈里·哈尔布雷希对第二乐章是这么评述的：“显而易见的完美从第一个小节就支配了我们，怎么会有人怀疑速度是不是正确？这表达充满感情，非常灵动，毋庸置疑[...]中提和大提的的乐句划分美得令人难以置信，其声如洪钟[...]小提琴在颤音中表达出来的庄严也是一样[...]他回到第二主题的时候比第一次更为动人、抓耳。”至于终章，乐评家则写道：“这是[富特文格勒]最伟大的演绎之一[…]他重演了自己1943年六月在贝五上的奇迹[…]最后的渐变拒绝了一切叙述，地狱的风暴令人窒息[…]在此之上，情感的爆发让人们暂时逃离了暴君的独裁铁拳。”、“‘我是为普罗大众研磨佳酿的酒神，是我让芸芸众生感受到神力带来的灵魂激荡’”、“贝多芬就应当是如此的动人心弦。就像1943年秋日一样，富特文格勒将这份神力带来的灵魂激荡展现在了我们眼前。”富特文格勒还在1943年的拜罗伊特音乐节上和马克斯·洛伦茨一起合作了瓦格纳的《纽伦堡的名歌手》。

#### 战争尾声
1944年9月，富特文格勒被列入纳粹的“天赋艺术家”名单，随后又于12月因其与德国抵抗运动的关系而被移除:171——他和7月20日密谋的组织者有很深的联系。在战后的去纳粹化审判中，富特文格勒也交代，尽管没有参与，他确实知道会有人组织暗杀希特勒。富特文格勒和克劳斯·冯·施陶芬贝格很熟悉，:174而他的医生约翰内斯·路德维希·施米特（曾帮他出具许多伪造的医学证明，以此帮助他逃过纳粹的官方要求）更是克莱稍集团的一员。:64富特文格勒的音乐会有时会被抵抗运动选作碰头的场合。曾参与组织7月20日密谋的鲁道夫·培切尔在战后对富特文格勒说：“我们抵抗组织的人都明白，在音乐界，你是唯一一个真正抵抗的人，你就是我们之中的一员。”:39克莱稍集团的另外一员格拉夫·寇尼兹也称：“富特文格勒的音乐会就是我们的家庭聚会。”:94
1944年底，柏林和维也纳遭到盟军的轰炸，音乐厅接连被毁。这是富特文格勒战时最后一段时间的执棒演出。这些演出大都“没有观众”，而是之后通过广播放送。难以想象，在末世的背景下身处空荡荡的大厅，指挥着自己仅剩的乐手，富特文格勒会是何种心境。在第三帝国行将灭亡的背景下，富特文格勒留下了一批最高质量的录音，包括贝多芬第三交响曲“英雄”、舒伯特第八交响曲、《费德里奥》第三号序曲、贝多芬第六交响曲，以及布鲁克纳的第八、第九交响曲。有些评论家甚至称之为“二十世纪最伟大的交响录音。”1945年初，富特文格勒在维也纳演出了弗兰克的D小调交响曲:203和勃拉姆斯的第二交响曲之后，得知盖世太保将要逮捕自己，在千钧一发之际逃到了瑞士。1945年，苏军攻克柏林，俘获了富特文格勒和柏林爱乐的一批录音。这批录音直到八十年代晚期才又重见天日。

### 寂静岁月（1945-1946）
第三帝国灭亡后，盟军针对纳粹展开了反人类和战争罪行的清算，其规模史无前例。部分瑞士媒体把矛头对准了富特文格勒，指责他战时依然留在德国。:68虽然富特文格勒从未加入过纳粹党，但在冷战的背景下，富特文格勒依然要经过去纳粹化委员会的审查。
1946年2月，富特文格勒在维也纳和犹太音乐家、作家库尔特·里斯会面:76。里特在1933年从德国逃到瑞士，在那里为美国媒体撰写文章。他曾认为富特文格勒是纳粹的一员，并抵制他在瑞士的指挥。但里特在和富特文格勒见过面、又阅读了所有相关的文献之后，完全改变了自己的看法。里斯意识到富特文格勒不仅从未加入过纳粹，还帮助很多犹太血统的人避难，于是他成为了富特文格勒的“去纳粹化顾问”，在接下来的两年间花费了大量时间，尽一切可能还富特文格勒清白。两人由此缔结了长期的友谊。正如罗杰·史密斯在其《富特文格勒，寂静岁月（1945-1947）》结尾所写的那样：“毋庸置疑，富特文格勒能重返指挥台，很大程度上要归功于库尔特·里斯的巧技和执着。富特文格勒的拥趸实在欠他许多。”
由于里斯本是位记者，所以富特文格勒的本意，是请他在大量文献的基础上写几篇文章。不过，里斯却偏向于亲自和负责富特文格勒一案的罗伯特·麦克卢尔将军会面:16。麦克卢尔在见过里斯、读完他翻译成英文的文件后保证，不会针对富特文格勒提起严肃的诉讼，并承认自己犯了错误，富特文格勒其实是“一位好人”。麦克卢尔让里斯告诉富特文格勒，不要和媒体联系，避免留下给盟军施压的印象。他还说几周之内就会结案。里斯给富特文格勒发了电报，但不幸的是电报到得太晚了。:17
就在此时，富特文格勒犯了一个严重的错误：他前往了当时是苏联占领的柏林。:77苏联以一国元首的礼仪招待了富特文格勒，想让这位“全世界最伟大的指挥家”（富特文格勒一案的苏方代表，阿什伊·苟里加，如此认为）引领柏林的新文化政策。苏联细腻地提出想让富特文格勒担任柏林国立歌剧院的音乐总监——而这正位于苏占区内。这下罗伯特·麦克卢尔不得不让富特文格勒参与一场正式的去纳粹化审判。他在电报里:77向里斯解释道，要是不这么做，就会让大家觉得美国在富特文格勒一案上向苏联投降了。美国当局也明白，去纳粹化法庭必然会判决富特文格勒是清白的:79；而苏方则宣称整场审判毫无意义、“荒谬绝伦”:78。富特文格勒一心像恢复自己在柏林爱乐的职位——而乐团位于英占区。就这样，在冷战的背景下，他不得不面临一整场去纳粹化审判。:131
于是富特文格勒被要求提交一份去纳粹化的声明。指控本身十分轻微，在1933-1945年间只提到两场纳粹的官方音乐会。富特文格勒声称这两场音乐会都是“强加”给他的，而他拒绝掉的则有六十场。
诉讼中的第一场音乐会是1938年2月3日给希特勒青年团举办的。富特文格勒本以为这只是一次让年轻一代接触古典音乐的机会。而据弗雷德·普列伯格的记载：“当他（富特文格勒）看向观众席的时候，他才明白这场音乐会的观众不是穿着校服的学龄儿童。台下坐的全是显眼的政治分子。这也是他最后一次为此举起指挥棒。”:55:226
第二场音乐会则是1938年9月5日和维也纳爱乐乐团一起在纽伦堡于纳粹党大会前夜演奏瓦格纳的《纽伦堡的名歌手》。富特文格勒是为了保全维也纳爱乐乐团才同意指挥这场演出，并且在他的坚持下，音乐会没有被纳为会议进程的一部分。:236
富特文格勒受到的指控还有他在“普鲁士联邦议会”（德語：Preußischer Staatsrat）的荣誉头衔（他曾于1934年辞职，但被纳粹拒绝），以及对“半犹太人”维克多·德·萨巴塔的反犹评论。审判庭主席亚历克斯·沃格尔是一位著名的共产主义者:188，他在审判开始时宣称：

调查显示富特文格勒并非任何（纳粹）组织的一员。并且尝试拯救那些因种族出生而受到指控的人。他也拒绝了……例如元首礼之类的仪式。
由于柏林爱乐乐团在纳粹统治时期的艺术总监汉斯·冯·比达（他当然也是一位纳粹党员）极力想要证明富特文格勒（两位艺术总监之间一直有着联系）是一位反犹分子，检方由此觉得其中必有蹊跷。据比达所说，他曾听到富特文格勒对另一位音乐家断言：“像萨巴塔这样的犹太人永远无法演绎勃拉姆斯的音乐。”这个故事很快就变得荒诞起来：富特文格勒跟许多犹太音乐家（尤其是他自己乐团里的）都合作过勃拉姆斯的音乐。这整件事都是谬误或者误解：富特文格勒兴许对萨巴塔根本没有任何反犹情结，两位指挥家本就是朋友。另一方面，比达被迫承认，富特文格勒下此“断言”的时候，他并没有直接在场。这更证明比达很有可能是出于私怨才这么做的：1939年12月22日，他因为几次糟糕的演出而遭柏林爱乐乐团解职，却认为这一切的始作俑者是富特文格勒。:79于是比达想要借助这次诉讼向富特文格勒复仇，更高度支持为富特文格勒夫妇所不喜的卡拉扬。:80此外，历史学家普列伯格业已证明，比达在纳粹党政时一直举报富特文格勒庇护犹太人、反对当局的政策。
在去纳粹化审判中帮助富特文格勒辩护的两位主要人士都是逃离纳粹政权的德国犹太人：除了居特·里斯之外，还有他的秘书，贝塔·盖斯马尔。这俩人的背景截然不同：贝塔·盖斯马尔和富特文格勒私交甚笃，亲眼见证了他在纳粹上台初期所做的一切。她于1936年逃出德国，但在战后回国。而居特·里斯之前根本不认识富特文格勒，对他的态度一开始也颇为负面。盖斯马尔为了给富特文格勒辩护准备了数百份材料，其中包括超过80位犹太人和非犹太人的自述，他们都承认富特文格勒救过自己的命。:174-191这份名单并不详尽，但从中足见盖斯马尔在此案上找到了一些坚实的证据。这些人里有共产党、有社会民主党人，也有从纳粹麾下洗心革面的浪子。:103:344盖斯马尔将这份文件交给了负责富特文格勒一案的罗伯特·麦克卢尔将军。但就在要上交柏林美占区的将军之时，这份材料却神秘地失踪了。居特·里斯也没有在华盛顿的档案里找到这些材料。:133富特文格勒随即发现已经没法证明自己曾帮助过许多人。不过，就在1946年12月17日，也就是审判的第二天，三位犹太后裔赶赴柏林，证明富特文格勒为了拯救他们甘冒生命的危险。这三位中有一位是歌剧导演保罗·赫兹伯格，另外两位则是爱乐乐团的成员，其中雨果·斯创里泽就如此说道：
我之所以能活到今天，全是拜这位伟人所赐。富特文格勒在德国、在纳粹眼皮子底下保护了众多的犹太音乐家，这份气魄展示出大无畏的勇气。历史会给予他公正的审判。
富特文格勒在审判的最后陈词中如此说道：“我知道德国已是万分危急，而我自觉对德国音乐负有责任，我需要在这场危机中尽我所能地活下去。我确实担心自己的艺术会被误作宣传之用，但有些东西比这更为重要——那就是德国的音乐必须传承下去，那是德意志的艺术家献给自己人民的音乐。德意志的人民——巴赫、贝多芬、莫扎特和舒伯特的同胞——即便被统治的政权拖入了全面战争，也还是要活下去。只有在那些日子里生活在德国的人，才能公正地看待这一切。难道托马斯·曼（他批评了富特文格勒的行为）当真相信，‘在希姆莱的德国’人们不该演奏贝多芬吗？他难道意识不到——生活在希姆莱恐怖之下的人们，比以往都更需要聆听贝多芬和他自由与人类之爱的篇章？与他们同在，我并不后悔。”
检方最终承认，针对富特文格勒反犹主义和同情纳粹的指控不成立。富特文格勒在任何程度上来说都是清白的。尽管法庭已经宣判富特文格勒无罪，托马斯·曼依然批评富特文格勒在纳粹统治期间在的德国指挥，并认为他相信艺术在第三帝国的统治下可以无关政治是错误的。在曼看来，第三帝国这样的政权必然会将艺术作为一种宣传手段。然而，曼在一封致《建构》杂志编辑的信稿中称赞富特文格勒帮助了许多犹太音乐家，并认为他是一位“卓越的音乐人”、但曼最终还是把富特文格勒当作了反面典型，认为他十分严重地”没有也不愿意去了解到底是什么样的政权掌控了德国。”
有许多犹太音乐家对富特文格勒怀有好感，其中包括阿诺德·勋伯格、布罗尼斯瓦夫·胡伯曼、内森·米尔斯坦——当然还有耶胡迪·梅纽因。1946年二月，梅纽因给麦克卢尔将军写电报提到：

除非您有什么不为人知的秘密证据，足以证明富特文格勒是纳粹党羽的指控，否则我不得不对您对他的禁令致以最为严重的关切和担忧。此公绝非纳粹党员。他无数次地甘冒牺牲自己生命和名誉的风险，以拯救自己的朋友和同侪。一个人只是留在故土，又何罪之有？除此之外，您作为一名军人，更应该知道坚守岗位比一走了之更需要勇气。他挽救了德国文化最珍贵的东西，为此我们都欠他许多……要是让富特文格勒成为我们罪行的替罪羊，那显然是懦弱而不公正的，对此我深信不疑。

#### 耶胡迪·梅纽因之爱
1947年，认为富特文格勒战时无罪的耶胡迪·梅纽因来到柏林，与其一同演奏贝多芬的小提琴协奏曲。音乐会结束时的情景被照片记录下来：德国指挥家和犹太小提琴家热情握手，共同面对来自世界各地的观众，有着极强的象征意义。在这张照片上，富特文格勒脸上洋溢着喜悦，和他纳粹时期的影像中无时无刻的极度严肃形成了鲜明的对比。这两位艺术家建立了长久的友谊，并共同灌录了许多经典唱片，比如1947年琉森和1953年伦敦的贝小协、1949年的勃拉姆斯小提琴协奏曲、1953年的巴托克第二小提琴协奏曲，以及1952年标志性的门德尔松小提琴协奏曲。这一系列录音被视为梅纽因生涯的巅峰之作，他在1989年7月写道：
在那个人人自危的时刻，他却帮助了许多音乐家和作曲家，欣德米特说他就是音乐家的典范……我三生有幸，在战后倏尔就见到了这位高贵伟大的德国传统的化身。在柏林战后的废墟迷雾中，和他一起探索新德国的音乐之始，真是一件无比崇高的事业……他真的“找回”了大量的时间，对他而言，时间就是用来打磨音乐的……在他的演出中，作品变得鲜活而自由，音乐家也获得了新的灵感。
1948年，富特文格勒受邀指挥芝加哥交响乐团，却遭到了一大批在北美活动的音乐家的抵制（其中包括托斯卡尼尼、乔治·赛尔、尤金·奥曼迪、亚沙·海菲兹、伊萨克·斯特恩、弗拉基米尔·霍洛维茨、格里戈里·皮亚季戈尔斯基、阿图尔·鲁宾斯坦、亚历山大·布雷洛夫斯基等人）。据《纽约时报》报道，霍洛维茨曾说他“已经准备好原谅那些别无选择、只能留在德国工作的小虾米”，但富特文格勒“多次出境，只要他想，本可以出去”。鲁宾斯坦也在电报里提过类似的话：“富特文格勒要是和他说的一样民主，早就离开德国了。”梅纽因对这次抵制颇为不满，宣称这其中有几位曾对他承认，他们之所以组织这次抵制，只是为了不让富特文格勒涉足北美。:14:83:58
在去纳粹化审判期间，富特文格勒被禁止指挥，于是他专心作曲，在这段时间内完成了自己的第二交响曲，并开始创作第三交响曲。

### 巅峰岁月

#### 理查·施特劳斯与1947-1949年
富特文格勒经常指挥理查·施特劳斯的作品，却也对其持保留意见。1947年，施特劳斯正处弥留之际，其境遇也和富特文格勒相仿：尽管他厌恶纳粹，战时却还是留在了德国。:153富特文格勒非常欣赏施特劳斯的最后两部作品。其一《变形》交响诗堪称作曲家最受好评的交响作品。富特文格勒1947年在柏林指挥的版本恢弘伟大，足见两位音乐家的结合有多么紧密。同年富特文格勒还指挥了理查·施特劳斯的《唐璜》，亦是一次不朽的演绎。施特劳斯于1949年9月去世，不久之后的1950年5月22日，富特文格勒在伦敦指挥爱乐乐团与女高音克尔斯滕·弗拉格斯塔德完成了《最后四首歌》的世界首演。
1948年，富特文格勒前往英国巡演，期间排练勃拉姆斯第四交响曲的末尾被拍摄记录了下来，影片至今可见。富特文格勒在汉堡录制了自己的第二交响曲，这份录音足证富氏身为作曲家也同样伟大。安东·布鲁克纳对他的影响颇深，但他作曲的结构完全是德国传统，而非奥地利式。作曲家阿尔蒂尔·奥涅格评价富特文格勒的作品时说：“能写出这样丰富的乐谱，他毫无疑问是一位伟大的音乐家。”
同年，富特文格勒录制了两次巴赫第三套管弦乐组曲，在处理著名的“咏叹调”（组曲的第二乐章）时，他将速度放得奇慢无比。1949年，富特文格勒录制了莱奥诺拉第二号序曲，这次贝多芬的诠释堪称一座丰碑——他对勃拉姆斯第三交响曲的诠释也达到了同样的高度。

#### 斯卡拉歌剧院和萨尔茨堡音乐节
1950年，富特文格勒与克尔斯滕·弗拉格斯塔德合作，在斯卡拉歌剧院上演了瓦格纳的《指环》。演出大获成功。富特文格勒清晰地表现出瓦格纳不计其数的舞台发明是如何完美地与音乐融为一体。富特文格勒在自己的文章中阐述了《特里斯坦与伊索尔德》和《指环》之间的不同：前者是一项伟大的统一（这在他1952年的录音中展现得淋漓尽致）；而指环则是“细节无处不在，每一件事物都是阐释的载体”。他总结道：“没有哪部戏（比指环）和音乐结合得更紧密。”正因此，富特文格勒的瓦格纳录音恰是一座宝库——瓦格纳为其神话世界增色所用的每一点音乐细节，都可以在富氏的录音中找到诠释。
1950年的萨尔茨堡音乐节还让富特文格勒对25年艺龄的男中音迪特里希·菲舍尔-迪斯考进行试音，他立刻为其着迷，并将迪斯考纳入自己的《指环》班底:90。他们在次年的萨尔茨堡音乐节上演出了马勒的《流浪者之歌》，迪斯考由此闻名遐迩。他们之后还有多次合作：1951年勃拉姆斯的《德意志安魂曲》、1952年的《特里斯坦与伊索尔德》、1954年巴赫的《马太受难曲》。1954年，富特文格勒的妻子伊丽莎白曾说过：“在富特文格勒去世后，迪斯考曾写信给我说，他觉得自己就像是威廉的儿子一样。”:91许多年后，迪斯考也承认，富特文格勒是对他影响最大的指挥家。”
也正是在1950年的萨尔茨堡音乐节，富特文格勒和维也纳爱乐乐团、克尔斯滕·弗拉格斯塔德、朱利乌斯·帕扎克、伊丽莎白·施瓦茨科普夫一起录制了自己最好的《费德里奥》。少顷，维也纳开始了纪念约翰·塞巴斯蒂安·巴赫逝世二百周年的活动，其中的重头戏就是维也纳爱乐乐团演奏的第五号勃兰登堡协奏曲——富特文格勒在其中亲自担纲钢琴演奏。音乐学家约阿希姆·凯撒总将富特文格勒称为“我们这个时代最好的演奏家”。他在观看是次演出后，立刻给《南德意志报》撰文：“富特文格勒的演奏是如此宏伟，他神秘的特质使其熠熠生辉。他指下的一切都史无前例，每个细节都闪闪发光，听起来是如此的美丽、自由、浪漫。其他人看音符，只能看出独立的繁星；而在富特文格勒的凝视下，出现了美妙的星座。”同年，富特文格勒灌录了亨德尔的大协奏曲，并前往布宜诺斯艾利斯演出。这次南美之行对两位后世指挥家产生了深远的影响：其一是卡洛斯·克莱伯，他观看了每一场演出和排练，印象颇深；其二是丹尼尔·巴伦博伊姆，他被富特文格勒棒下的《马太受难曲》征服，从此立誓要做一名指挥家。

#### 拜罗伊特的完满
1951年7月29日，富特文格勒在战后首届拜罗伊特音乐节执棒贝多芬第九交响曲，以示开幕，终章的独唱女高音正是伊丽莎白·施瓦茨科普夫。是次音乐会标志着德国文化的新生，在很大程度上展现了德国艺术世界的魅力，并告诉世界，德国的政治已经焕然一新。这届音乐节的主办人是维兰德·瓦格纳和沃尔夫冈·瓦格纳兄弟，他们将舞台现代化了一番。卡拉扬在音乐节指挥了瓦格纳的《纽伦堡的名歌手》，汉斯·克纳佩茨布施棒下的瓦格纳《帕西法尔》则堪称典范。不过，恰如安德烈·图布夫所言：
这庄严的一幕，宏伟的成就，全是富特文格勒造就的：就像1876年，瓦格纳亲自为音乐节开幕在侯爵歌剧院指挥贝九一样，在四分之三个世纪后，富特文格勒也以此曲宣告音乐节的开幕。对于这样一部宏大的作品，富特文格勒给出的解读比任何人都更为夺目，庄严中富含热情——也不会再有比这更庄重的场合了，录音就在这里，去听吧。富特文格勒创造了西方历史上不可思议的一刻。

不同于1942年的演绎，这一次的“欢乐”更盛。在欢乐颂开始时，富特文格勒先安排了一段几不可闻的极弱，仿佛音乐是从杳远之处传来一样。接着是一段宏大的渐强，自由速度（也就是速度的多样性）和贝多芬音乐中散发出的欢乐情绪完美结合。富特文格勒在终章要求合唱队离观众尽可能地近：在经历了二战的观众面前，他想要席勒的文字听上去仿佛是致以全人类的希望之书。这场音乐会对富特文格勒本人也有极其重要的象征意义。早在去纳粹化审判的末期，他就坦言自己留在德国是为了“确保德国的音乐得以延续”。阿诺德·勋伯格也几乎是在命令富特文格勒“为了拯救德国的音乐世界”而留下来:4。富特文格勒在拜罗伊特指挥贝多芬第九交响曲以示开幕，就是为了向世界证明，贝多芬、歌德和席勒的德国，是纳粹和盟军打不倒的。

#### 最后一批重要录音
在生命的最后四年里，富特文格勒留下了一批自己最重要的诠释：1951年在汉堡的勃拉姆斯第一交响曲和与艾德温·费雪合作的贝多芬第五钢琴协奏曲“皇帝”。同年，他在萨尔茨堡音乐节和迪特里希·菲舍尔-迪斯考合作的《流浪者之歌》，正式开启了这位伟大男中音的职业生涯。不仅如此，富特文格勒还决心排除万难，在音乐节上演朱塞佩·威尔第的《奧泰羅》。这一举动甚至可以说是“危险”，因为他“踏入了托斯卡尼尼的领域”。这一举动引起了轩然大波，所有的威尔第专家都等着看这位德国领袖即将如何演绎威尔第——其中就有亚历山大·维施尼克，他在音乐节后写道；
我们知道富特文格勒的贝九无可匹敌，他的费德里奥和特里斯坦我们也早有耳闻。但富特文格勒和威尔第？……富特文格勒的威尔第首秀……是……1951年萨尔茨堡音乐节的高潮……他来、他指挥、他征服……富特文格勒的威尔第有着音乐之外、不可言喻的强大表现力。
古德弗雷德·克鲁斯也出席了此届音乐节，他在1955年写道：“除了富特文格勒之外，没有人如此清晰地抓住了威尔第在他最后一部天才杰作中藏着的音乐元素。”富特文格勒的常演曲目也包括俄罗斯的和法国的经典作品。对他而言，音乐是没有疆界的。

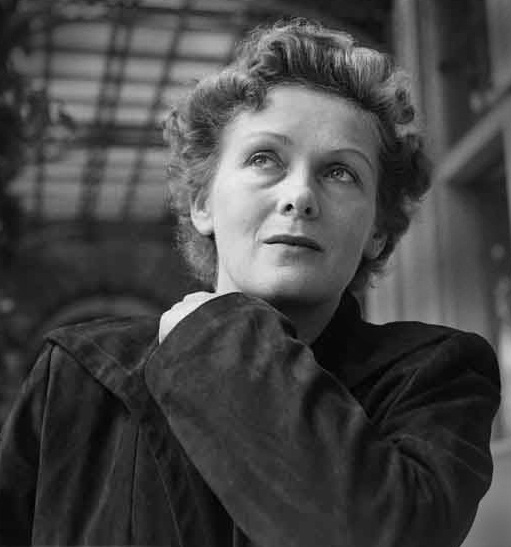
在富特文格勒的最后岁月中，伊丽莎白·施瓦茨科普夫与其十分亲密

1952年，富特文格勒与路德维希·苏特豪斯、克尔斯滕·弗拉格斯塔德共同合作录制了一版传奇的《特里斯坦与伊索尔德》。特里斯坦的使者库纳文尔由迪特里希·菲舍尔-迪斯考饰演，而伊丽莎白·施瓦茨科普夫则是弗拉格斯塔德的备角。这些名角，再加上爱乐乐团的伴奏。共同造就了音乐史上最伟大的时刻之一。
富特文格勒在1953和1954年的萨尔茨堡音乐节上录制了几场莫扎特的《唐·乔万尼》（其中包括一个电影版本），阵容简直梦幻，包括伊丽莎白·施瓦茨科普夫、切萨雷·西皮和伊丽莎白·格鲁默。富特文格勒为这出莫扎特歌剧营造了悲剧式的结尾，最后的场景堪称史无前例。1953年，他为施瓦茨科普夫伴奏钢琴，演出了胡戈·沃尔夫的艺术歌曲。
1953年5月13日。富特文格勒带领自己的亲兵柏林爱乐录制了一版录音室的舒曼第四交响曲。关于这个版本，音乐学家萨米·哈巴拉在2005年二月如此写道：
“这次的舒曼第四交响曲堪称世纪录音……在欢快的终章之前，是富特文格勒著名的过渡，是他棒下最迷人的渐强。他的诠释突破可能，足证他的伟大。这样的大手笔会被音乐学院当作完美的典范记录下来。切利比达克和卡拉扬都曾在这首曲子上模仿富特文格勒，但渐强到一半就败下阵来。富特文格勒的诠释是无与伦比的。”
在生命的最后时刻，富特文格勒百病缠身，听觉也开始丧失——恰如其父，更像他一生追寻的贝多芬。发现耳聋的症状后，富特文格勒非常焦虑、抑郁:155，这些都反映在1953年1月贝九的第二乐章里。:156:357

#### 天鹅之歌
1954年，富特文格勒灌录了韦伯的《自由射手》和格鲁克的《阿尔切斯特》的开场部分——还有他在琉森指挥的最后一场贝九（女高音依然是伊丽莎白·施瓦茨科普夫）。这个版本庄严、平衡，充满了克制，表现出他接受了自己即将死亡的命运。第三乐章的柔板带有一种难以言喻的美，可与他1942年的版本相媲美。显而易见，倘若富特文格勒的导师海因里希·申克能听到这样的演绎，也会对其音乐上的完满而感到自豪。乐团的定音鼓手伯纳萧告诉萨米·哈巴拉，和富特文格勒一起演奏的贝九第一乐章，是他整个职业生涯中最困难。也最苦尽甘来的体验。而爱乐乐团的低音提琴手丹尼斯·沃恩也补充道：“对我而言，富特文格勒诠释贝多芬乐谱的方式，始终难以忘怀……”
同年，富特文格勒与柏林爱乐再度受邀访美。由于1936年和1948年的旧事，富特文格勒本不愿出行。:141最终美国政府向德国总理康拉德·阿登纳发出官方邀请，称其对此事负有“个人责任”。:87:89最伟大的德国指挥家赴美演出是一件极具政治意义的大事，象征着西德和美国之间的联盟。富特文格勒最终接受了，演出安排在了1955年。

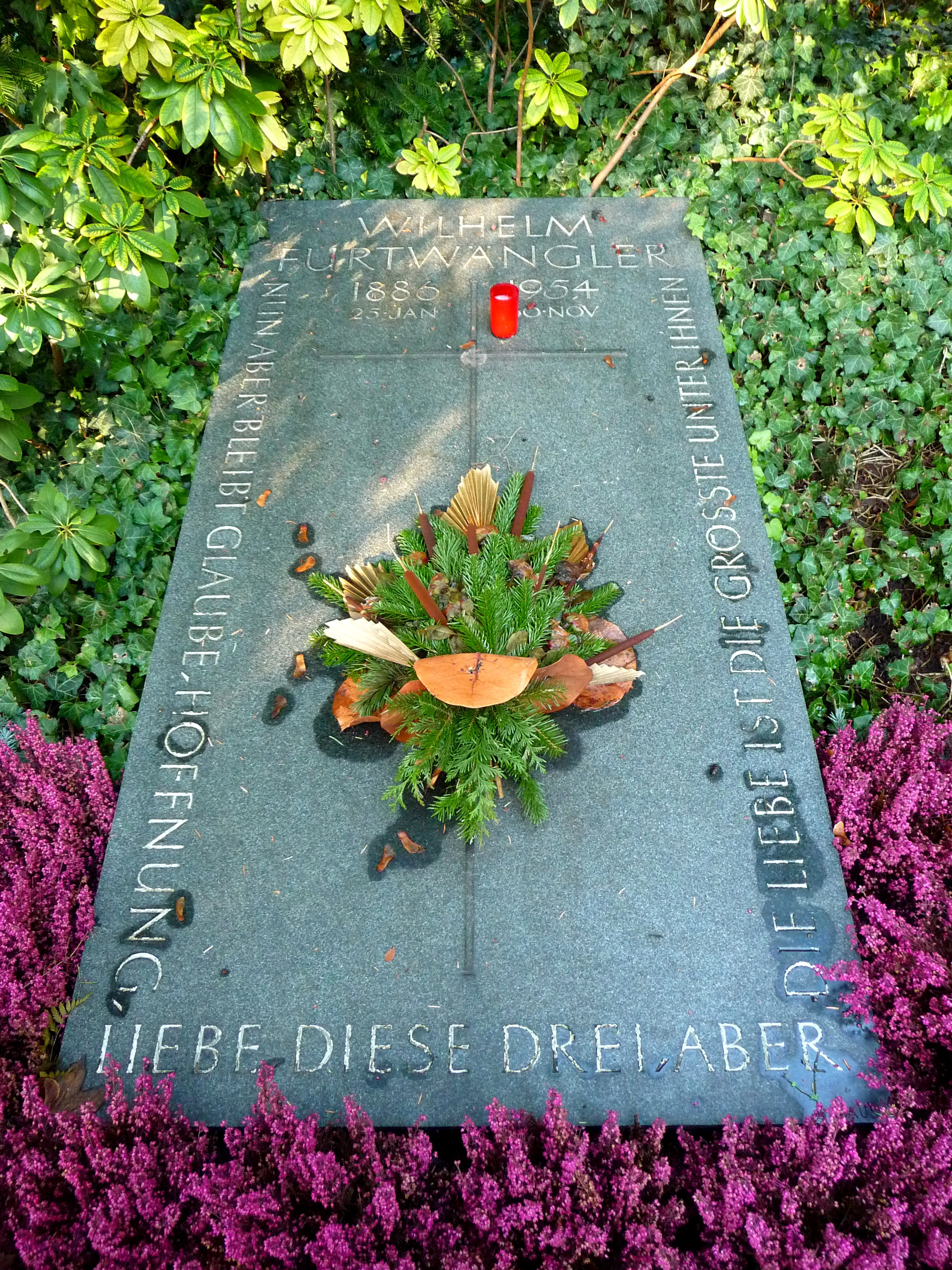
富特文格勒之墓

1954年9月，最后一次录制《女武神》之后，富特文格勒在排练自己的第二交响曲的时候发现他再也听不到最初巴松管的声线了。:359这位为音乐而生的指挥家似乎已经失去了活着的乐趣。事情很快就昭然若揭——富特文格勒罹患了肺炎。在那个年代，肺炎本不是什么大病。医生也向其妻子如此承诺。:159但在前往巴登-巴登的医院之前，富特文格勒就对其妻说：“这病会要了我的命，不会很痛苦。不用强留……你看，他们都相信我来这儿能治好，但我自己知道，我就要死了。:159”医生在看过病后告诉富特文格勒的妻子：“我必须承认的是，我一走进他的病房，就明白他已经没有活下去的欲望。他明白自己失去了听力，并恐惧自己遭遇和贝多芬一样的命运……我确定的是，没有医生能治好不想活的病人。:91”
1954年11月30日，富特文格勒因肺炎在巴登-巴登于平静中去世:365，安葬在海德堡的博格弗雷霍夫墓地，他母亲的墓穴中。葬礼上有大批艺术家和政治家出席，其中包括康拉德·阿登纳。:366

富特文格勒去世后，作家和导演埃恩斯特·洛塔尔写道：

尽管饱受攻讦，富特文格勒仍是一个彻底的德国人，并一直留在德国。他没有把离开当作反抗，所以会有那么多不了解的人以此指责他，但富特文格勒并不是希特勒和希姆莱的同道，他的同道是贝多芬和勃拉姆斯。:137

## 个人特质

### 富特文格勒事件
众所周知的是，富特文格勒并不善于表达自己:10。据切利比达克回忆，富特文格勒最常用的一句话就是：“啊，听（音乐）就是了。”:3就算是在和交响乐团排练的时候，富特文格勒也很少说话，大部分时候只是低声哼哼。:40:27富特文格勒留下的文本非常有深度，但他无法运用哲学家结构化的论辩。这一点即便是《音乐与调子》（富特文格勒作品）的译者也予以强调：他们声称，指挥家在自己的作品中总是用一些非常复杂的结构来老生常谈，或者讲些逻辑不清楚的东西。他们写道：“要认识到富特文格勒并不是个‘思想者’——当然他也没有这么自称。他在这本书里的言论和别的地方一样重复，甚至可以是说教的。”:266
富特文格勒不仅不善言辞，也唯恐陷入省问之中——他在艺术的创造上更注重行动。这或许可以解释为什么他如此关注瓦格纳和尼采之间的关系。尼采在《瓦格纳事件》中对这位歌剧作家的批评也令富特文格勒痛苦万分——尤其是他确实明白瓦格纳人性的弱点（富特文格勒早年确实不喜瓦格纳，即便是在作曲家的范畴上看来也是如此）。但在私人笔记中，富特文格勒却越来越站在瓦格纳一边，他在1951年写道：“尼采对瓦格纳的批判，其实是知识分子对幻想家、理智对想象的批判。:105”在《音乐与调子》中，有关瓦格纳事件的最后，他更说：“（理查德·瓦格纳）是一位幻想家。也就是说，他比思想家尼采‘更深刻’。”:253
在富特文格勒看来，瓦格纳在艺术上的成就远超其在人性上的弱点。不难想见，尼采对瓦格纳的批判，让富特文格勒也有切身的感受。他对这一段关系的看法，表明艺术的创造性对他的影响要比理性批判和言语大得多——但富特文格勒同时也对才华横溢、而人品饱受争议的瓦格纳感同身受。富特文格勒是一位非凡的表演艺术家，但他也知道自己留在德国的决定招致了许多知识分子的批评。托马斯·曼对富特文格勒的批判，更是和尼采对瓦格纳的批判形成了鲜明的对照。曼身为一名德国作家，认为富特文格勒是世上最杰出的指挥家，并自打1933年起，就把自己视为是指挥家的“审问者”:43，在战后更是变本加厉。富特文格勒在1946年和1947年曾两次试图写信给曼，解释自己为什么决定留在德国，想要以此挽回两人的友谊:141。但这些书信毫无结果：曼无法原谅富特文格勒没有站出来直接挺身反抗纳粹。他在给富特文格勒的信里留下了著名的一句话：“在希姆莱的德国是不可以演奏贝多芬的。”:136:92其实，富特文格勒早就在自己有关《瓦格纳事件》的文章中，对托马斯·曼的批判作出了答复：“理查德·瓦格纳和尼采最大的不同就在于他是一位行动家……就像一切用行动来成就自己的人一样，他和周遭的环境紧密地联系在一起……必须考虑到真实世界中的‘资料’......他的艺术创作和他的行动紧密联系在一起，所以他是一位真正的艺术家......至于尼采，他完全不是行动派：简洁、直接。思想家无法自己选择材料做成什么事，尤其不能依靠自己做成什么事，只能对外界的事物做出反应。但在这个世界人们成就自己靠的是行动。”:241
富特文格勒在1941年的此作不仅体现了他的艺术创造性，也直接表明了他对第三帝国的态度：他已经无数次地用自己在音乐会上、而不是私下的行动表明，他反对纳粹。
富特文格勒关于瓦格纳和尼采的文章，不仅可以一睹他的品性、他和艺术的关系，还能看出他与纳粹之间根本性的不同。富特文格勒在1941年的文章中也已经注意到，尼采最终说瓦格纳只是个“演员”，尤其批判他在《帕西法尔》中又回归了基督教。在尼采看来，抛却了复杂的德国神话，却回归基督教的瓦格纳，只不过是个“喜剧家”。尼采喜欢瓦格纳的歌剧，确是因为他对公元前事物的喜好（就像他对前苏格拉底派的热情一样）。对此，富特文格勒给出了清晰的回应：“（哲学家口中）‘真正的’瓦格纳在哪里呢？艺术家和诗人总是‘真实’的。无时无刻不是：在《帕西法尔》和《齐格弗里德》这样不同的作品中，艺术家本身并无矛盾之处。”:252
富特文格勒当然是站在艺术家一边——对他而言，作品的理性内容并不重要，真正关键的是其艺术维度。瓦格纳让希特勒着迷，不仅是因为其反犹思想，也有他回归基督教前德国神话的因素。纳粹（尤其是其理论家阿尔弗雷德·罗森堡）意欲回到德国神话的轨道上去，并将瓦格纳的歌剧视为真正的多神教仪式。这样一来，希特勒为什么不喜欢巴赫就情有可原了，因为他的作品里有太多的基督教元素，更有甚者，有些作品对旧约的引用和出现的希伯来词汇，更体现了和犹太相关的背景，遭到纳粹的禁止。:228对富特文格勒而言，这些都毫无意义，巴赫当然是世上最伟大的音乐家之一。指挥家也自始至终和贝多芬绑定在一起，认为他是最伟大的作曲家，是“纯粹音乐”的作者——也就是说，让音乐表达自己，不考虑其他。:68

### 音乐是一切的中心
诚然，富特文格勒表达自己时有所困难，但占据他主要思虑的还是音乐。音乐学家维纳·萨里岑如此解释卡拉扬和富特文格勒两人个性的不同：空闲时的卡拉扬把心思都花在打破自己的体育记录上，而富特文格勒一心都在演奏音乐和作曲上。:54富特文格勒一生其实有两大遗憾:27：首先，也是最重要的，就是没能成为全职作曲家；:3:49其次，则是没能成为全职的钢琴家。:60他会演奏的曲目有很多，尤其是贝多芬的奏鸣曲和他崇拜的肖邦:59——他曾告诉卡拉·霍克：“巴赫是（音乐的）旧约，贝多芬则是新约——在他们之外，只有肖邦。”据伊丽莎白·富特文格勒回忆，她的丈夫时常挥舞双臂，加上轻哼来指挥无形的交响乐团:177，而这其实有点尴尬：不明所以的旁观者会以为大师得了严重的职业性抽搐。富特文格勒一直有这样的习惯，一直到巴登-巴登的医院，在逝世前不久才告停止。他不再指挥的时候，伊丽莎白立刻就明白，天命已至。:160

### 音乐是“交融”的艺术
富特文格勒把自己和他人的关系放在艺术的中心位置。尽管他和别人用语言交流有困难，但他可以通过音乐传情达意。他总是认为作曲和在音乐厅里分享音乐一样，是一种交流的艺术——更精确一点来说，是“交融”的艺术。富特文格勒往往会用上这个词在基督教里的本意。他的妻子写道：“他想要生活在人与人之间的连接中，这种愿望是好的……他告诉我，要是没有这种愿望，一个音符也写不下来。他还补充说，在喋喋不休了这么多后，要是有人作曲还是全为了自己，那真是大谬不然。”:54
这也就是为什么富特文格勒如此重视音乐会、如此重视和听众直接建立联系。迪斯考曾说：“他告诉过我，表演艺术家最重要的就是和听众一起，建立起对音乐之爱的连接，在不同的背景、不同的地域和不同感受的人中间，建立其共情。我自己身为表演艺术家，也把这当作是毕生的追求。”
也正因此，富特文格勒不太喜欢录音，而这本可为他带来更多的听众。:6:99直到生命的最后几年，他才走进录音室——他称之为“音乐罐头”。:51而这还全是因为音乐制作人华尔特·李格孜孜不怠的骚扰。:100然而，即便是在录音室里完成的作品（比如1953年的舒曼第四交响曲），他也拒绝任何技术干扰或是中断再来。
富特文格勒对音乐交流的重视，也可以解释为什么他在自己生涯开始的时候，明明大力推崇现代音乐；到了行将就木之时，却拒绝无调性音乐。他甚至在自己1945年的私人日记里也写道：“从瓦格纳到勋伯格，不是一种进步，而是一种灾难。”
富特文格勒强烈怀疑，无调性音乐的起源，是一种对充分交流的拒绝。在一份1954年给阿图尔·施纳贝尔的信中，富特文格勒说他是一位经典曲目的杰出演绎者，
但他的曲目止于勃拉姆斯的时代，并且他只写作无调性音乐，还拒绝自己演奏。对富特文格勒来说，调性音乐——尤其是奏鸣曲式，是他心灵宇宙的中心——无论是对作曲还是演绎来说都是如此。至此不得不提的是，富特文格勒是在曼海姆开始了自己的职业生涯。而正是在这里，曼海姆乐派在十八世纪中叶创作出了奏鸣曲式的经典形态。而富特文格勒多次声称自己最爱的贝多芬，也常常运用奏鸣曲式，并将其发展到了巅峰。:65正如音乐学家瓦尔特·里茨勒所说的一样：“正是奏鸣曲式，也只有奏鸣曲式，让富特文格勒相信了自己的深度。:28”
除了交流，富特文格勒更把音乐视作是一种爱的举措，:7他曾无数次地将分享音乐比作两个人之间的爱意。由此，也就不难想见富特文格勒的墓碑上为何刻着“Nun aber bleibt Glaube Hoffnung Liebe diese drei aber die Liebe ist die grösste unter ihnen”（意为：如今常存的有信、望和爱，而这其中最大的是爱）。这段话引自《圣经》的《哥林多前书》。而伊丽莎白·富特文格勒也记得，丈夫死前和自己的最后一段对话也就是在谈耶稣关于爱的篇章。:9:161:161其实，早在1937年，富特文格勒就在自己的笔记中写道：“人得用一种特殊的方法才能接近艺术作品。这是一个丰富的世界，一个只属于其本身的世界。这种特殊的方法就是爱。这和对比、评估是背道而驰的，她无可比拟、独一无二。有形的世界、理性的世界，是永远不能对艺术作品作出公正评价的。”:18他也曾在1939年的时候论及安东·布鲁克纳的时候写道：“艺术和爱同居一家。”:161

## 指挥风格
富特文格勒有自己独特的音乐哲学，他把交响乐视作自然的产物，只能主观地体现为音乐。内维尔·卡杜斯1954年在《曼彻斯特卫报》论及富特文格勒的指挥风格时写道：“他并不将印刷的乐谱视作最终的定论，而更像是概念的符号，总是主观地去改变、感受、实现……”指挥家亨利·刘易斯也说：“我崇拜富特文格勒，是因为他的创意和真诚，他并不是乐谱的奴隶，他知道印出来的乐谱不过是符号而已。乐谱既非音乐的本质，也不是音乐的灵魂。富特文格勒有一种非常稀缺、弥足伟大的天赋，就是超越乐谱，展现音乐的本质。”:54
许多意见和评论都把富特文格勒视作世上最伟大的指挥家。音乐学家瓦尔特·弗里施在自己有关勃拉姆斯交响曲的著作中写到，富特文格勒的录音证明他是“那个时代——甚至是所有时代中最伟大的勃拉姆斯演绎者”、“对细微之处也有着洞见，比他同时代的人更注重勃拉姆斯留下的记号。同时，也对韵律的流动感知颇深，连最细微的差别也不放过。他不仅尊重音乐，也让音乐中流动的符号、渐强和渐弱的指示有了意义……纵观指挥家之列，对音乐和结构的综合理解是非常难得的，但富特文格勒对此却非常充沛。”据他记载，弗拉基米尔·阿什肯纳齐也说，他的声音“从不粗糙，很有分量，但绝不沉重。哪怕是在极强中，你也能听到每一条声线......我从未在交响乐团中听到如此美丽的极强。”丹尼尔·巴伦博伊姆则说：“他微妙的音色万分难得，他的声音非常‘圆润’，要论有趣，他那个年代所有的德意志指挥大师都远远不可望其项背。”

### 指挥手势
富特文格勒所用的指挥手势尤为特别:9，左手扮演了非同一般的重要作用，:26似乎在表达情感。一般来说，指挥家的右手会用于打拍子，这十分重要。但富特文格勒的右手指示通常是模糊的，:5这就是他著名的“流动”节拍。这可能是因为他的语言表达不佳和自己的理性思考结合的关系。维也纳爱乐乐团的奥松·施特拉塞曾说：“他的手势和其他主流指挥家都不一样。他用左手和脸上的表情告诉我们演奏时要有的感情。大多数时候，他的右手都不打拍子，而是塑造出乐句，帮助我们集中，这样音乐自然就准确了。”
梅纽因曾评论说，富特文格勒的流动节拍比托斯卡尼尼更为复杂、也更有深度。流动节拍事实上给出了非常丰富的音乐。这首先是因为，富特文格勒在排练的时候，并不会通过拍子或是语言给出精确的指示。他和音乐家之间的交流势必更加深刻，需求绝对的专注。:22:27有大批乐手证明，和富特文格勒合作会有这种“催眠”和“心灵感应”般的效果。他们之中有人只和大师合作过一次，也有人是长期搭档。但在这位德国大师的指引下，他们都找到了自我，精准地知道何时、如何演奏。这其中的原因很难解释，因为就算是现场的指挥手势，也没有比排练时更清晰。维纳·萨里岑这位柏林爱乐乐团的老将曾讲过一段轶事:25，以此解释富特文格勒为何不多加干预，也已足够缔造伟大的演绎：一日乐团在指挥家不在场的情况排练，突然大家的演绎都不知怎地臻于化境，而唯一能解释的原因就是富特文格勒走了进来，默默地坐在一旁观看。梅纽因说富特文格勒曾告诉他：“有人嘲笑我打拍子的方式，说那难以理解、乱七八糟，也许的确是这样的……但这样的指挥也有一大优势，那就是它让每个人都坚定地各司其职，用第六感本能地、直觉地、成集体地做出反应。” 
另一个原因或许是，富特文格勒的流动节拍有时会给人不专业的印象，因为乐手们的演奏并不整齐。一个知名的例子便是1949年的勃拉姆斯第三交响曲的第一乐章。有些评论家认为这首交响曲的诠释堪称交响乐法掌控的里程碑，另有些人认为这只不过是一次尝试。巨大的分歧发生在第一乐章，其中速度变化之快，就连柏林爱乐乐团的乐手都很难跟上，演出其实并不整齐——但所幸富特文格勒的节拍平滑圆润，乐团还是大体保持了统一，只稍有参差。正是这样细小的变化，让听众清楚地辨别出乐团中不同的音色，使齐奏之音无与伦比的丰富。:6:11有两份重要的录音表现了这种声音的特色：其一是1951年在汉堡录制的勃拉姆斯第一交响曲，尤其是第一个宏伟的和弦；其二则是1943年贝多芬第七交响曲第一乐章的齐奏。富特文格勒甚至完全不想打拍子。他在1936年的日记中写道：“我们应该打拍子吗？拍子会毁掉旋律的流动。”:16
还有一则轶事足证拍子对富特文格勒来说并无意义：1927年，他首次接棒费利克斯·魏因加特纳指挥维也纳爱乐乐团的时候，乐团的音乐家都抱怨他们根本跟不上他的速度。富特文格勒当即停下，坐在大键琴的位置，边演奏边指挥巴赫的第五号勃兰登堡协奏曲。维也纳爱乐乐团当即为其征服，直到其1954年逝世，再也没有对富特文格勒有过异议。
和克伦佩勒不同，富特文格勒不会压制演绎时的情感，反而会给出亢奋热情的表达。他的战时录音就以情感张力闻名。指挥家、钢琴家克里斯托弗·艾森巴赫曾说过，富特文格勒是一位“可怕的魔术师，能将整个乐团的音乐家架在火上，让他们陷入狂喜之中。”富特文格勒想要保留即兴，让自己的音乐会充满惊喜，让每一次演绎都成为再一次创作。但即便是在最戏剧化的诠释中，富特文格勒也没有失去对旋律的把握，作品的统一性依然十分完整。这部分是因为申克的影响，当然也是因为富特文格勒本人就是一位作曲家，终生都在学习作曲。:55

### 音符之外
富特文格勒指挥时真真切切地被音乐“占据”。他的领导风格常被比作是由无形之线操作的“木偶”。一切都是自然地发生了，仿佛有什么透明的存在在主宰着一切，而富特文格勒不过是听从了这股力量，再将一切传达给了交响乐团。亚历山大·法姆在2004年写道：“指挥官的仪态、肉眼可见的巨人、从奥林匹斯山上下来的‘秃顶朱庇特’：很明显，他的力量喷薄而出，富特文格勒和他的同侪毫无共同之处......看着他用双手直接指挥，移动起来像被什么魂灵占据了一般，他的凝视内涵丰富，穿透人心，叫我们心神不宁。”
和卡洛斯·克莱伯之类的指挥家不一样，富特文格勒排练得很少，也不在细节中追求完美。知名一例即是他从不给出何时开始的精确指示。:6:22对乐团来说，和他公演在开始时堪称梦魇。即便是著名的1943年柏林版贝五，在第一乐章“闯入”的时候，音乐家的演奏也不整齐。在指挥家生涯的末期，柏林爱乐的乐手们已有了自己的经验：他们会让乐队的一位低音提琴手（高德可）捕捉富特文格勒开始时的怪异手势，然后跃进，让其他乐手跟上。富特文格勒之所以这么做，是因为他不想只是实现自己的作用，给出准备完善的产品；而是想要创造杰出的作品，让音乐和公众统一。追根究底，他想要创造出紧张的情绪，让所有人都感知到非凡卓越的事物就要到来。
著名指挥家伯纳德·海丁克对此也深有印象：他回忆自己年轻的时候曾前往萨尔茨堡聆听富特文格勒的音乐会。第一场的时候，他看到那位大人物神色“怪异”，而乐手们演奏的甚至都不整齐。他疑惑了：“这就是伟大的富特文格勒吗？”他感觉有“电流”贯穿了自己的身心，这样的现象在音乐会中重复了许多次。海丁克从萨尔茨堡离开的时候，情绪完全是低落的。富特文格勒确实不寻求细节的完美，而更追求个人的特色，这也是他为何有那么多即兴的原因。对他来说，犯错并不是什么大事，只要能有非凡的收获就行：他称之为“音符之外”。这样的特质在许多其他艺术家身上也能找到：常常有人批评莫奈，说他根本没有真的完成一幅画。米开朗基罗和达芬奇的大多数作品也都是半成品。他们有时甚至是故意这么做的，就是在感知之外，留下“精神上的”想象空间。这样的例子还有许多：比如伦勃朗的明暗对照，:35以及委拉斯开兹宛如印象派的笔触。:120值得一提的是，富特文格勒正好十分喜爱艺术遍地的意大利，他尤其为米开朗基罗许多未完的作品着迷，比如隆达尼尼圣殇和苏醒的奴隶。他本人其实也宣称过：
我听过有一种说法，意思排练进行得越多，演出就会越好。这是错的。排练只是为了把未曾预见的情况减少到适宜的程度——这里说的是那些超出意志控制的突然冲动，但那也反映了一种朦胧的潜意识。即兴永远应该有其位置。对我而言，只有会即兴，才是真正的表演艺术家。而如今，指挥的艺术已经被机械化了，只寻求精准，不再追逐梦想，这一点非常糟糕……音乐的练习和研究的成功不一样，但随着自由速度的衡量越来越科学化，连这一点马上都要作废了。看看米开朗基罗的雕塑吧，其中是有很多完美的作品，但有一些还只是轮廓。而后者却更能打动我，因为我能从中感受到愿望的印记、塑造过程中的梦想。这让我着迷：不断调整、未曾凝固，在尊重偶然性的前提下畅游，用音乐本身超然的一致性去说服听众，也就是说，让灵魂在保持结构平滑的状态下运动。
而在另一方面，当代的精准主义批评家戴维·赫维兹却尖利地批判那批“富特文格勒怪粉”在“无原则地原谅他的所有纰漏——无论那些错误有多么严重”，并把指挥家自身定义为“有时闪耀、时常草率，堪称有罪”。
富特文格勒的风格常常被拿取和同代的阿尔图多·托斯卡尼尼进行比较。而他本人，曾称托斯卡尼尼“不过是个节拍器罢了”。和托斯卡尼尼不一样，富特文格勒寻求音乐的深度，对节奏的把控并不是那么严格，他在交响乐团的安排上更注重低音域，对速度的运用更为大胆，并不完全按照乐谱上印刷的来。对此，塞尔吉乌·切利比达克的解释是：
在那个时候，每个人都受到了阿尔图罗·托斯卡尼尼的影响——要理解他在做什么并不难：你并不需要触及精神维度。音乐呈现的顺序非常固定。在托斯卡尼尼身上，我从未感受到有什么精神。而富特文格勒则截然不同，我能理解自己遭遇的是完全不同的东西：形而上的、超然的音色和洪亮……富特文格勒不仅仅是个表演家，还是个创作者……他有那样的耳朵，不仅仅是肉体的耳朵，更是精神的耳朵，可以捕捉到那些平行的律动。
富特文格勒的指挥艺术被视作是“德意志指挥学派”的集大成者和顶峰。这个“学派”的创始人是理查德·瓦格纳，不同于门德尔松“快速、讲究逻辑和精准，被许多人视为典范......的指挥风格不同，瓦格纳的指挥宏大、非常浪漫，在速度上也有自己的调整。”瓦格纳将诠释视为一种再创作，更注重乐句而非小节。其实，改变乐谱的速度并非新鲜事：贝多芬在演绎自己作品的时候就非常随性，他自己甚至写道：“我留下的速度只对第一小节有效，感觉和表达都应有其自己的速度。”、“为什么他们要问我速度？真是令人愤怒。优秀的音乐家自然会知道怎么演绎我的作品；而蹩脚的音乐家根本不懂我的指示。”贝多芬的门徒——例如安东·辛德勒——也证实了作曲家在演绎自己作品的时候，其本身的速度就很多变。瓦格纳的传统为柏林爱乐的首两任终身指挥传承了下来：汉斯·冯·彪罗更注重交响作品的统一结构，而尼基什则注重音色。这两位的风格在富特文格勒身上得以合二为一。富特文格勒在慕尼黑时(1907-1909)师从瓦格纳的学生菲利克斯·莫特尔，尼基什更是他的职业偶像。在音乐学家约翰·阿多因看来，瓦格纳的主观主义传给了富特文格勒；而门德尔松的客观主义则引领了托斯卡尼尼。

## 影响
有许多音乐评论家都认为富特文格勒是最杰出的德奥交响乐演绎者。诸多二十世纪最杰出的音乐家也都给予了富特文格勒至高评价，其中包括：阿诺德·勋伯格、保罗·欣德米特、奥涅格、理查·施特劳斯、伊丽莎白·施瓦茨科普夫（她曾在一则访谈中提到，富特文格勒是她所合作过的最伟大的指挥家）、克尔斯滕·弗拉格斯塔德、迪特里希·菲舍尔-迪斯考、耶胡迪·梅纽因、卡萨尔斯、艾德温·费雪、恩奈斯特·安塞美、瓦尔特·吉塞金。
欣德米特曾说：“富特文格勒之所以出类拔萃，并不只是因为其音乐才能——自彪罗以降，才华横溢的指挥家有许许多多——就音乐的天然表达而言，毋庸置疑，难忘的尼基什是无可望其项背的。而我们的朋友富特文格勒特有的，是一种难以言喻的布鲁克纳式正诚。即便是批评他、嫉妒他的人也明白，当他举起指挥棒的时候，一切都不再重要，只有音乐之魂占据了我们——通过他、他的表达，他通过速度、乐章的表达和发展，每次的呈现都有所不同……他对比例的把握十分奇妙——他理解乐句、主题、乐章、部分、整首交响曲，甚至是整个一场演出的方式，都在他自己的艺术中达到了统一……可以说，他作为艺术家的印记，正是建立在这样的比例把控、这样的和谐基础之上的。”
诸多轶事业已说明，即便是富特文格勒的同行对手，也为其诠释所倾倒：例如托斯卡尼尼之于1938年的柴六；卡拉扬之于舒四；或者是克伦佩勒（“我发现了理想的音乐家”）。
富特文格勒对于贝多芬、勃拉姆斯、布鲁克纳、瓦格纳；以及舒（曼）四和舒（伯特）九的演绎被诸多音乐评论家视作不可忽视、甚至不可逾越的权威范本。弗雷德里克·穆诺兹在2021年还写道：“伟大的富特文格勒去世已经快七十年了，但他的演出依然是绝对的权威。”
富特文格勒对后世的指挥家影响极其深远，除了巴伦博伊姆和小克莱伯之外，还有许多指挥家崇敬富特文格勒，包括杰捷耶夫、阿巴多、朱里尼、西蒙·拉特、切利比达克、克伦佩勒、卡尔·伯姆、布鲁诺·瓦尔特、米特罗普洛斯、克里斯托弗·艾森巴赫、亚历山大·弗雷、菲利浦·赫爾維格、欧根·约胡姆、祖宾·梅塔、哈农库特、库贝利克、杜达梅尔、霍伦斯坦（他曾于1920年代担任富特文格勒的助手）、库尔特·马苏尔和克里斯蒂安·蒂勒曼。即便是音乐风格与其大相径庭的乔治·塞尔，也总是在自己的休息室里挂一幅富特文格勒的肖像。卡拉扬早年曾被当作是富特文格勒的对手，其冷酷、客观的现代风格也和富特文格勒白热化的浪漫主义格格不入，也坦诚自己一生的艺术风格，都不得不受到了富特文格勒的巨大影响：
他当然对我有着巨大的影响……我记得我还在亚琛的时候，有朋友邀请我去一场他在科隆的音乐会……演出的曲目是舒曼的第四号交响曲，那时我对它还一无所知，是富特文格勒打开了新世界的大门。那给我的印象太深了，我永远无法忘怀，立刻返回了亚琛。

阿巴多也在2004年的一则访谈中说道：
富特文格勒是最伟大的……人们可能会为其选择和观点而有意见分歧，但他的热情战胜了一切——尤其是在贝多芬上。他对我的艺术生涯影响最大。
时至今日，富特文格勒对于贝多芬、瓦格纳、布鲁克纳和勃拉姆斯的诠释都是权威的范本，而他棒下的海顿88号交响曲、舒九和舒曼第四交响曲也是如此。除了德奥传统之外，富特文格勒也是一位现代音乐的大师，尤其是保罗·欣德米特和阿诺德·勋伯格的作品。1932年10月31日，富特文格勒还指挥首演了普罗科菲耶夫的第五号钢琴协奏曲，作曲家本人担纲独奏。巴托克的管弦协奏曲，也由富特文格勒指挥首演。
也许一则有关玛利亚·卡拉斯的轶事，最能说明富特文格勒的“魔力”。这位伟大的女高音，在1968年8月一场乔治·赛尔指挥克利夫兰交响乐团演奏的贝多芬第八交响曲之后，和约翰·阿多因有过这样一番讨论：
“好吧，”她叹道，“看看我们都退步到什么地步了。现在连赛尔都算是大师了！和富特文格勒一比，他是多么渺小！”她说出这话，让我难以置信，颇为震惊——倒不是因为她的结论，因为我也有一样的看法——而是因为她不加掩饰的尖刻。我支吾道：“可你是怎么知道富特文格勒的呢？你从未与他合作过。”“不是么？”她问我的时候也一样难以置信，“他战后1947年在意大利重启事业，我在那儿听了他十几场他的音乐会。对我来说，他就是贝多芬。”

## 富特文格勒的艺术
富特文格勒是德意志传统诠释法的集大成者，并将其发展到了新的高度——这一方法由瓦格纳开创，将音乐视为有机的“整体”，并不断对速度加以修正。柏林爱乐的前两任首席指挥也是其传承者：彪罗注重作品的结构；而尼基什更倾向于表达，并把声音的洪亮放在首要位置。

### 速度变化和瓦格纳的重要性
速度多变是富特文格勒指挥技艺的一大特征，这是理查德·瓦格纳的烙印。富特文格勒的妻子伊丽莎白所说，富特文格勒时常懊悔，为什么没能亲眼看过瓦格纳指挥。从瓦格纳的文字作品和同代人的证言中，他觉得瓦格纳必是一位独特的指挥家。富特文格勒1918年在一篇论述贝多芬的论文中写道，瓦格纳是第一个“见微知著，又持续变换速度的指挥家，只有他才能如此复合地完成一曲古典作品，才能在印好的乐谱上如此操作。可以这么说：他让乐曲的诠释有了源头和发展，成为了有生命力的过程。”:35
和托斯卡尼尼不同，富特文格勒从不认为乐谱上标示的速度是神圣不可侵犯的。其实，富特文格勒既可以从头到尾以不变的节拍完成一个乐章，也可以让速度多变起来。音乐学家哈里·哈尔布雷希对此的解释是：“对富特文格勒而言，任何作品都有两个基本的速度：对于强节奏的曲目（所谓的雄性曲目），他有一种标准化的速度；而对于如歌的、抒情的，所谓的雌性曲目，他的速度就悠扬了起来，注重旋律。严格地来说，从拍子的角度来看，两种速度的区别并不大；但到了乐句层面，这种多元之中的统一就占据了主要位置。他就这样建立其了音乐的大厦，在这两种天生的对立之中，他补足协调，建立起了和谐的平衡。”而戴维·凯恩斯则认为，富特文格勒速度的多变，是一种“交响乐章的统一。速度的流动，并没有减弱这种统一，反而是满足了其需求，这样每一刻的表达才完整、充分、茁壮，一切都达到了最佳。”

### 申克理论的知行合一

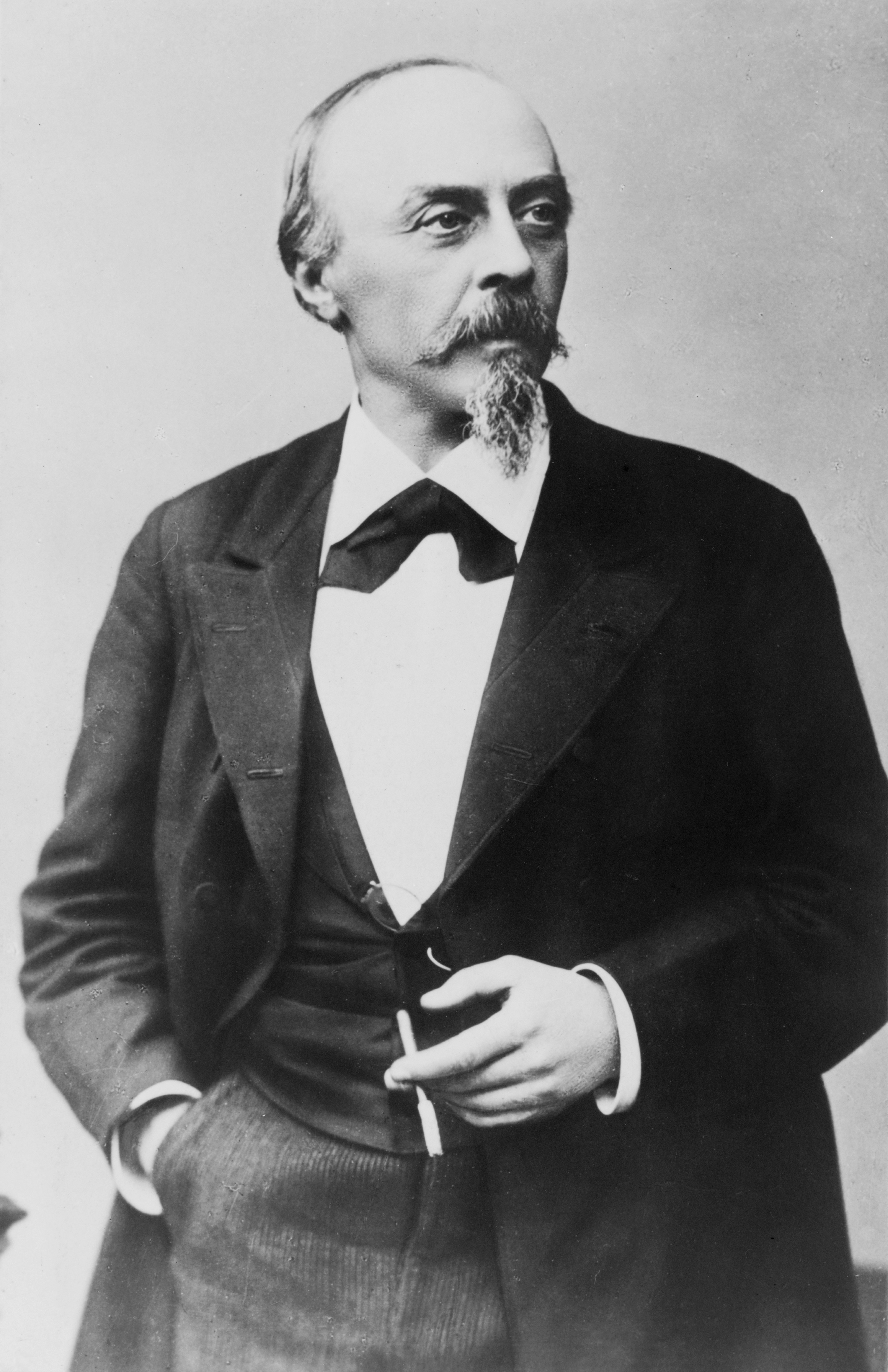
汉斯·冯·彪罗，柏林爱乐的第二任首席指挥，也是李斯特、瓦格纳、勃拉姆斯和理查·施特劳斯等人的密友。他和尼基什开创的“德意志管弦乐指挥传统”为富特文格勒所继承

尽管有评论家认为，瓦格纳对作品速度的变动是违背了作曲家的本意。但如何遵照作曲家的意图强化作品的音乐结构，其实一直都是富特文格勒艺术工作的中心。在这一点上，他确实是彪罗的继承人，彪罗对于自己指挥的“当代”作曲家的作品，乐谱研究得非常深入——他自己就是瓦格纳、李斯特、勃拉姆斯这些作曲家的好友，能从他们那里得到作曲家第一手的思路。在此基础上，彪罗还是时刻改变瓦格纳作曲中的速度。:371与之相仿的是，富特文格勒少时花费了大量时间研究作曲，他也一直把自己“作曲家”的身份放在“指挥家”之前。:2此外，据勋伯格的妻子回忆，富特文格勒在指挥她丈夫的作品之前，总是想要搞懂勋伯格究竟在想什么。不厌其烦地提出问题：“在勋伯格的例子上就能看出，富特文格勒想要绝对尊重作曲家的意见。”:20
富特文格勒对曲目的了解，建立在其坚实的作曲基础上。除此之外，维也纳犹太音乐学家海因里希·申克（这位现代音乐分析之父）的理论，也大大丰富拓展了他对于德奥传统曲目结构的理解。申克开创了自己的分析流派，注重深层的长短和弦对立及其对音乐的影响。富特文格勒在1911年读到了申克有关贝九的论文，大受震动:42，当即就想读遍申克所有的著作。而申克在见到富特文格勒之前，也已经见识到了他卓越的指挥才能：在观赏了一次富特文格勒棒下的贝五后，申克在日记中写道：“毫无疑问，这位年轻的指挥家已经超越了魏因加特纳、尼基什和理查·施特劳斯，很遗憾他没有在作曲的道路上走得更远。”:54
1920年，富特文格勒终于见到了申克。两人随即一起研究了富特文格勒的指挥和作曲曲目，共事了很长一段时间，直到申克于1935年去世。在这之后，富特文格勒也与申克的妻子和学生保持着长期的关系。然而，由于申克的理论太过超前，加之其犹太人的身份，所以尽管有富特文格勒的鼎力支持，申克还是没能在奥地利和德国取得任何学术地位，只能依靠别人的资助为生——其中当然就包括富特文格勒。
据伊丽莎白·富特文格勒回忆，富特文格勒和申克在一起时，总是对其“结构性聆听”（也就是从远处聆听或感知多个元素、不同方向，却具有强烈统一性的作品）的理念很感兴趣，并在战后将其视为自己作品的核心考量。:55哪怕是在纳粹的阴影下，指挥家和音乐学家之间也始终有着紧密的联系。申克将富特文格勒视为世界上最伟大的指挥家，并且是“唯一真正理解贝多芬的指挥家”。
富特文格勒就是一位现象级的申克音乐哲学传人。在他眼中，音乐不止是一系列连续的元素——他反而觉得这样的看法会妨碍技术问题的解决。也正是因为富特文格勒将作品的连贯性看得如此重要，他才会将“过渡”放在自己诠释的中心，也只有这样，才能清楚地表达作品的不同部分。丹尼尔·巴伦博伊姆曾旁观过许多次富特文格勒的彩排，他说自己简直就是身处在不停的过渡中。:10

### 尼基什的表达和重要性
此外，富特文格勒的诠释还以其卓尔不群的丰富音色而闻名：在他棒下，管弦乐团所有的声部和音色都清晰可闻。音乐学家帕特里克·泽斯诺维茨如此形容：“关于富特文格勒的音乐，我们似乎从不谈论他最明显的一面：声音的强度令人难以置信，音色熠熠生辉，建立在强大低音基础上的管弦乐团是如此的不可思议。大提琴建立的世界无可匹敌。”
音乐评论家大卫·凯恩斯如此评价富特文格勒的舒九：“富特文格勒棒下的管乐表达之清晰是众所周知的。在舒伯特的C大调“伟大”交响曲中，第一乐章发展部的结尾，先前二十个小节里都消失的圆号，以其轻柔而又重要的动机重新登场，预示着紧接而来的大爆发。一般的指挥家并不能揭示这样关键又细微的动机。但对富特文格勒来说，这绝无难处。”
另一方面，富特文格勒和克伦佩勒之类声称自己“毫不浪漫”的指挥不同，他在演绎中从不压抑自己的情感——恰恰相反，在1939-1945年间这段面临情绪危局的日子里，富特文格勒录音中的情感张力难以抑止，迸涌而出。但是，哪怕是情感爆发到达顶峰的时候，富特文格勒也牢牢地把持着对作品的控制。

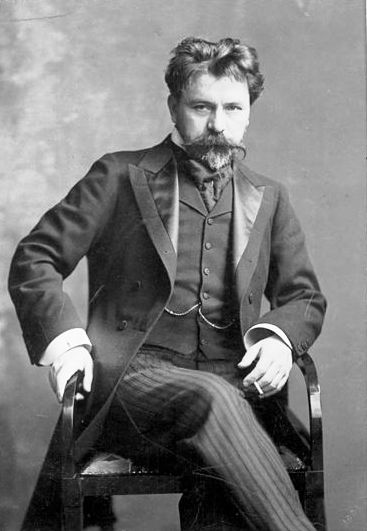
尼基什，他和申克一起是富特文格勒指挥哲学的两大导师

这种对音色的强化，是富特文格勒从尼基什那里学来的。据伊丽莎白·富特文格勒回忆：“（富特文格勒）说过，唯一教会他东西的，只有尼基什。当然，在萨尔茨堡时的导师汉斯·普菲茨纳也使他受益良多，但那就完全是另一个程度了。在他眼中，尼基什是其他指挥家都无法望其项背的......‘是他教会了我声音，教会我如何得到这种声音。’——他是这么说的。”:32
在丹尼尔·巴伦博伊姆看来，富特文格勒“比任何人都杰出地将（尼采眼中）音乐维度的阿波罗派和酒神派结合了起来”——也就是说，在富特文格勒棒下，音乐的情感维度和对作品结构的理性理解是完全结合在一起的。巴伦博伊姆的原话是：“我其实并不清楚他到底是通过理性思考，还是投入感情在处理音乐。这两种元素在他身上紧密联系在了一起，达到了心灵与理智的平衡。”:32
富特文格勒如此解释自己艺术的“超浪漫”维度：“我冒险承担了一位德国音乐家今日可能最遭批评的风险——那就是变得‘浪漫’。”:103不过，尽管富特文格勒将情绪发展到了极致，他依然没有任其发展，还是将其控制在了手心。评论家皮埃尔·布吕內尔提到，富特文格勒是“浪漫的，当然，但却是最传统的德意志浪漫主义——从歌德，到荷尔德林和诺瓦利斯。富特文格勒并没有喧宾夺主，把自己当作是一切的主宰——他憎恨这样，拒绝这样。:179”、“富特文格勒绝对是个朝觐者，而不是圣坛上的宗主，无论彼时此时皆是如此。他并不寻求自己的主观，反而要的是超越。”:18

### 精神维度

#### 对艺术的理想主义
前述所有元素，包括对作品的理性构建、作品的情感风格、音色的丰富及其所带来的“结构性聆听”（如申克所言，fernhören），都可以用柏拉图对艺术的“理想”来解释。这种“理想”超越了理性、情感和感知的维度，因为这些都是由“理想”而来，也正是“理想”让富特文格勒的表现艺术达到顶峰：
保罗·欣德米特曾说：“他知道怎样把音乐经验转化为一种类宗教的学识。”音乐评价家安德烈·图布夫则说：“富特文格勒有一种天生的神秘主义特质，这让他能精准把握栩栩如生的每一息音乐——是宇宙和造物主让他如此敏感。”梅纽因对此的感受是：“当我和富特文格勒一起演奏伟大的德国音乐时，我们感受到一种强烈的宗教感。”波兰指挥家保罗·克列茨基则表示：“对富特文格勒而言，最重要的就是音乐背后的精神维度，这比纸面的音符更为重要，比连续跃动的音乐更为重要……”
富特文格勒的学生切利比达克也是一样的看法。他说富特文格勒的真正追求就是达到卓越的精神维度，对此无所感觉的人，无法真正理解他的艺术：“每个人都受到托斯卡尼尼的影响——因为他一目了然，丝毫不触及精神维度。他的音乐有着确然无误的固定顺序，我从中感受不到任何精神的存在。但富特文格勒在我的理解中是截然不同的：他卓尔不群，是形而上的。他的作品体现了音乐和声响之间的关系……有一次我问他：‘老师，这一段的过渡，应当有多快？’而他回答我：‘这取决于听上去如何。’我由此理解了，在他的音乐中，没有什么外部的准则，因为像时间这样的要素，和音乐本身并无关联。速度是共鸣，以及产生共鸣的要素……可要是根本听不到呢？那就只能说明这速度对你而言太慢了。因为速度的快慢完全是由复杂的表达决定的。”
富特文格勒希望达到艺术家那种“卓然”的境界，以各种各样的体现赋予自己的作品生命。然而如何将这种再创作于音乐会期间通过“交流”的形式传达给观众？所有这些都构思在动态，而非静态的基础上，因为生命在于运动:11。这就是富特文格勒与其他技艺精湛的指挥家不同之处：他让作曲家和指挥家完全消失，让作品自己活过来，仿佛有了呼吸一般。切利比达克和迪斯考都曾多次提到这种富特文格勒音乐“之息”。这种气息与其灵活多变又维持一致的速度有关，但更重要的是富特文格勒对“结构性聆听”的超凡把握，也就是作品的一致性，将一切视为整体。生命无法脱离整体而存续，这永恒的一贯就出自富特文格勒的哲学观。

#### 教祀之职
富特文格勒在其音乐理念中往往被视作是古希腊理想主义传统的继承人——德意志哲学和交响乐也是一脉相承的——在这一点上，不应忘记威廉恰是阿道夫·富特文格勒的长子——而后者正是当时最伟大的古希腊考古学专家。德国音乐学家克劳斯·盖特尔对此在自己有关柏林爱乐的史传中有详细论述：
富特文格勒的音乐权威、他对自己魅力的意识，以及他卓越的表现，使得柏林爱乐成为西方交响音乐在人间的代理主祭。德国的理想主义深耕于全神贯注追求卓越的理念传统。在此基础之上，柏林爱乐的成员不只是操持音乐，他们更向世界表达了自己的世界观。

如果有人把富特文格勒当作是德意志交响音乐的“主教”，那么至少他本人并无此想，他始终将自己看作是一位沮丧失意的作曲家。他曾给自己先前的导师路德维希·库尔蒂乌斯写信说道：“指挥其实只是我拯救自己的避难所，因为我已经到了放弃作曲的边缘。:3”富特文格勒之父之妻也提到他饱受批评之苦。:16
有几件轶事可以说明富特文格勒究竟有多么谦恭：曾有人邀请他在贝多芬的钢琴上演奏，他拒绝了，感到自己不配。他年轻时也曾多次拒绝指挥《庄严弥撒》——他认为这是作曲家一生的巅峰作品:62:62，而自己还不够了解，没有做好准备。这样的谦卑足以证明，富特文格勒没有用自己的“理想”去臆断音乐家的作品：他把自己视作音乐家的“侍仆”，知道他们远远地超越了自己:13。所有了解富特文格勒的音乐家——甚至就连批评他留在德国的皮亚季戈尔斯基也承认（他在自传中也如此写道），富特文格勒不是一个追求名利的人，他留在德国也不是为了自己的事业。如他自己所说，富特文格勒若是在1936年去了纽约，在名利上的收获只会更多，他在那里可以成为美国第一的指挥家，并且直到去世都会被当作英雄。几乎所有的音乐家都承认，富特文格勒是在侍奉音乐。而非让音乐侍奉他。
正是这种对精神维度的追求，使得富特文格勒极度重视作品的终章，这也为许多评论家所强调——尤其是贝多芬几部最重要的交响曲:60：第三、第五、第七和第九，以及巴赫的《马太受难曲》。他的诠释朝着究极的顶点，在漫长的沉默后向着无尽的维度发展:7。这尤其见于他在1942年指挥的贝九，富特文格勒掌握了这一最伟大交响曲的关键。也常常有人会说，就连贝多芬自己都不知道该怎么给这部曲子收尾。1942年版本是无比卓越的。在富特文格勒棒下，音符停止之时，音乐却好似永无尽头。这就是通往了“无限”。伊丽莎白·富特文格勒记得，丈夫在贝三第二乐章“葬礼进行曲”结束的时候，会有一个长长的停顿。这样刻意的沉默叫人难以忘怀。而这样的处理是为了“强调沉默的永恒”——许多神秘主义者都会使用这个概念。:61
富特文格勒对精神维度的看重，也可以解释为什么安东·布鲁克纳扮演了如此重要的位置：他1906年的第一场音乐会就指挥了布九。他在1939年的文字将布鲁克纳与埃克哈特或雅各·波墨这样的神秘学大师比较：“他不是为了现在作曲的，他的艺术创造性是为了永恒，而他的作品也是一样。”:274富特文格勒是布鲁克纳慢板乐章闻名遐迩的杰出诠释者，这其中就打上了他的精神维度的烙印。

### 富特文格勒和贝多芬

#### 以音乐净化
如果因为富特文格勒注重情绪和表达，就说他是一位“浪漫主义”的指挥家；那么鉴于他对作品和结构的深刻理解，我们也可以说他是一位“古典主义”的作曲家。他不仅将酒神派和阿波罗派的艺术维度结合了起来，更进一步超越，达到了精神的维度。而贝多芬，就更是一位前述方面的集大成者。富特文格勒在1951年写道：在（音乐）非理性的旋律背后，有一种原始的‘沉醉’，和一切的清晰表达都不同。在规范的表达之后，还有一种‘形式’，其意志和力度足以吸收、命令一切，最终自己也完全沉醉！是尼采首先将这种二元性广泛地分为酒神派和阿波罗派。但今日的我们在研究贝多芬的音乐时，却应该意识到这两种元素并不是对立的——它们也没有对立的必要。艺术的任务，或者说在贝多芬的认知中，就是要协调这两者:163。”
人类心智所有分裂、抵触的部分（理性思考、感官、情绪），都在贝多芬的卓越的维度下得以统一。富特文格勒在1942年写道：“贝多芬集合了人类所有的本性。他基本上不是像莫扎特一样地歌唱；也没有巴赫一样的结构基础；或是瓦格纳那种强力的、戏剧化的感官冲突。他将这些融为一体，每一样都各居其位：这就是他创作性的本源……没有哪位音乐家能和他一样，将全方位的和谐——这神圣的本性感受、表现得如此出色:151。”
这也许可以解释，为什么音乐——尤其是贝多芬的音乐，在纳粹期间成为他内心的避难所。当代人在敌意满满的世界中焦急万分，但多亏了音乐，还能与更高级的存在交流，从隔绝与分裂中解脱出来。富特文格勒在战后写道：“贝多芬的音乐为我们留下了毋庸置疑的范本，说明一切趋流终将交汇。人类的语言终将谐和。这不仅建立在音乐结构和内心生活深处扎根的戏剧性表达上，也高于个人和人类之别。席勒的诗中说：‘兄弟们，星空的高处，定住着慈爱的天父。’对此贝多芬在他的最后一部交响曲中表现得非常清晰，但却一点也不说教或是煽动。他自己的生命，自打他艺术创作开始的那一刻起，就详实地体现了这一点:184。”
在和瓦尔特·亚本卓斯关于音乐的对谈中，富特文格勒着重强调了贝多芬艺术的精神维度。在他眼中，贝多芬先是摧毁了听众的内心世界——用亚里士多德的话来说，这是一种“净化”。也就是说，贝多芬在摧毁之后，没有放任，而是“将破碎的聚合起来”，重新在更高级的“非二元”基础上予以重塑，对立业已克服。贝多芬的音乐在艺术和自然的令下，通过破坏的形式表达了出来——而破坏本身也是自然的另一种形式。破坏的力量相互冲撞，会提高精神力量，也给净化指引了方向。在破坏之后，和谐将得到恢复......贝多芬在最剧烈的对比中获得了更高级的统一。正是这种对融合的痴迷，使得贝多芬在看似最不可调和的领域中，取得了难以置信的多元统一......这一切都是通过展现所有的贝多芬式激情达到的。”

#### 第九交响曲与欧洲文化
富特文格勒往往与贝九绑定在一起。即便到了今日，大多数评论家还是认为他是此作的最佳诠释者。“这部贝多芬最后的高峰震撼人心的力量绝无休止。有许多版本脱颖而出。其中伯恩斯坦和纽约爱乐的版本（BMG，1969）十分狂野，值得一提。但富特文格勒依然无可逾越，尤其是1954年8月22日在琉森音乐节的录音版本。”富特文格勒使得这部交响曲具有了特别的意味。:286在他手中，这部作品几乎成了宗教仪式。他自己也说过：“这部交响曲毫无疑问是贝多芬的顶点和冠冕。瓦格纳错了，这不是交响乐的终点，反而是未来交响乐发展的方向。”借由申克的理论，富特文格勒深刻地理解了这部作品作为后世伟大交响曲滥觞的地位。音乐学家哈里·哈尔布雷希写到，在贝九的诠释上，“富特文格勒划出了一条界限，使得贝九在其他一切交响曲中卓尔不群，指引了未来的方向。第一乐章尤有未来感，而慢板还要更胜一筹，直通布九，以及马二、马三和马四。”
对富特文格勒而言，贝多芬是一位典型的纯音乐作曲家:65:71，让音乐不借助明确的内容，仅凭音乐本身自我表达。即便是在《欢乐颂》之中，贝多芬表达“欢乐”意象的方法也与标题音乐不同，而是用音乐本源的形式直接呈现。富特文格勒曾说过：“贝多芬从未想过要为流行的概念写作。要说有个性，那肯定就是贝多芬。他意识到了这其中的价值。他本人是隔绝的。但为了诠释这种人类之间伟大的兄弟之爱，可以说，他将自己从隔绝中解放了出来，转而依靠与其他人建立的连接。我们如今将贝多芬崇拜为圣人。但要想理解他，就必须先研究整个人类。分析作品后我们可以知道，第九交响曲一以贯之地是一部纯音乐。”他尤其指出：“贝多芬是使用了人声，但其中的思量还是纯音乐的，更不必说前三个乐章奠定了基础。人声不过是另一种音色，让乐团的旋律臻于完美。贝九完美地展现了纯音乐的掌控力能有多远，这在音乐史上都是罕见的。终章不是为了表现庆祝欢乐，而是表明贝多芬强大的音乐想象能将这种理念转换到音乐之中。:68”
指挥家将贝九视为欧洲文明的巅峰与象征，他仿佛预见到此章将成为欧盟的盟歌：“据我所知，贝九在贝多芬在世时只上演过一次。这份作品究竟对演绎者有怎样的影响，想必我们都是后知后觉的。理查德·瓦格纳的演绎十分关键。我们也不能忘记，传统只有活着、只有不断更新，才有它的意义。我们不能将贝多芬的交响曲束之高阁——就像其他任何艺术作品一样——不然，其中号召的全人类的兄弟之爱也将消失殆尽。而这首曲子代表了欧洲的精神，只要欧洲存续，它就将不朽。”
正如皮埃尔·布吕內尔所强调的，富特文格勒不仅仅是德国文化的代言人，还是像歌德和贝多芬一样的欧洲文明使者:175。他身上集成了欧洲的文明：他崇拜意大利:120；他对法国的依恋情真意切:60；自打孩提读到英国文学之后，他就对其颇有热情:118；更不用说他的父亲是当时最杰出的古希腊专家，对他的影响有多么深远。但我们之所以说富特文格勒体现了欧洲的精神，是因为他相信，西方艺术可以弥合旧大陆人类之间的矛盾，尤其是他自己曾亲眼所见的悲剧。和老朋友梅纽因一样，富特文格勒将艺术视为协调、和平和交流的举动。布吕內尔在提及富特文格勒对欧洲文化的依恋时写道：“想到大师是如何评述瓦格纳、贝多芬和米开朗基罗的时候，就不得不问读者，威廉·富特文格勒怎么可能不是‘西方命运的一员’。”:179

### 富特文格勒和约翰·塞巴斯蒂安·巴赫
和人们一贯所想的不同，富特文格勒心目中最伟大的西方作曲家并不是贝多芬——他将约翰·塞巴斯蒂安·巴赫放在了更高的位置。他在1951年写道：“今日与往昔并无不同，巴赫依然是云端之上宝座之中的圣人，无可企及。:265”他进一步解释道：“（巴赫）是最伟大的音乐家，是音乐的荷马。他的光芒照耀了欧洲音乐的天空，我们至今仍无法超越。”:272
富特文格勒多次声称巴赫的《马太受难曲》是有史以来最伟大的作品。:97他十二岁第一次听到的时候就为之震撼。:6:22遗憾的是，虽然富特文格勒经常指挥巴赫的作品，但他留下的录音很少，质量也不佳。这大概是因为阿道夫·希特勒并不喜欢这位作曲家，导致第三帝国时期的录音没有保存下来。:228
富特文格勒棒下的《马太受难曲》，留存至今的版本有三个。其中第一个版本是1950年在布宜诺斯艾利斯录制的（其中宣叙调的钢琴伴奏是米夏埃尔·吉伦；而听众中有年轻的卡洛斯·克莱伯和丹尼尔·巴伦博伊姆）。录音的状态并不佳，对此至高演绎来说实为憾事。下一个版本，即1952年的维也纳版本，是最重要的。尽管音乐会并非一帆风顺，合唱团也过于饱和，这一版本的音响效果远胜1950年。作品本身的价值得到了高质量的呈现，但音乐会只有前半场记录了下来，堪称音乐史上的一灾。最后一版是1954年与维也纳交响乐团录制的，这也是唯一完整的一版。不幸的是，这一版的质量远逊于前两版——也许终章和迪斯考的演唱除外。不得不提，1954版的终章和1950、1952两版的质量之高，可与富特文格勒最优秀的贝多芬作品相提并论。

### 批评
战后及很长一段时间，一批英美评论家却并不欣赏富特文格勒的指挥风格。他们声称富特文格勒“过于主观”，扭曲了作品，毁坏了范式。他们更喜欢像托斯卡尼尼和克伦佩勒一样更“客观”的卓越指挥家。但这些指挥家宣称的“主观”，其实却是德意志管弦指挥法——理查德·瓦格纳、汉斯·冯·彪罗和阿图尔·尼基什（这些巨擘都被大音乐家申克视为音乐家中的典范，而申克对交响乐的同一性有着深刻的理解，他的研究也详尽地聚焦于此）的技艺中最杰出的顶峰和集大成者。:54那么这一误解可能有以下几种解释：
首先，富特文格勒与美国业界的关系向来不佳：1925-1927年间，富特文格勒前往美国巡演，受到公众的一致欢迎，但评论界却并非如此——事实上，如前所述，音乐界兴起了一场抵制富特文格勒的风潮:6:124，许多评论家致力于攻讦这位德国指挥家，不遗余力。这次抵制和政治无关，也丝毫不牵涉富特文格勒的作品，而是这群人恐惧富氏伟岸的身影将带来怎样的竞争。富特文格勒也曾尝试赢得业界的接纳，但正如其妻所言，八面玲珑、虚与委蛇并非其所欲。富特选择了避让，这也就解释了为何他在1927至1933年间都没有涉足美国:125。到了1936年，他本欲接受托斯卡尼尼提出的职位，但在戈林的虚假宣传攻势下，美国又兴起了一阵反富特文格勒的浪潮。历史学家的研究表明，正是二十年代的同一批人夸大了此次争议的“宣言”，他们总是千方百计地阻扰富特文格勒来美，尤其是不能让他获得像纽约爱乐音乐总监这样闻名遐迩的职位。富特文格勒本来将于1949年返美，但抵制依旧——此时政治挂帅，二战方才结束四年，富特文格勒重新执棒更是只有两年。但正如梅纽因所说，阻碍富特文格勒的反倒是他首屈一指的技艺，激起了业界的恐惧。1955年，德美两国政府本来策划了一场盛大的巡演，这必将肃清一切阴私，极大扭转美国业界对富特文格勒的仇视。但不幸的是，他在成行前去世了:89。
第二，申克的理论彼时还鲜为人知。时至今日，申克在美国学府中无疑是诠释交响乐的权威。但其中花费了很长时间，评论家才得以吸收消化，尤其是意识到富特文格勒的作品有多少是建立在申克的理论基础上。据伊丽莎白·富特文格勒所说:55，申克非常严格，能听出交响乐诠释中最细微的错误。即便如此，申克还是评价富特文格勒是“唯一真正理解贝多芬的指挥家”（尤其是申克观演过托斯卡尼尼、尼基什，甚至马勒等一大批杰出指挥家）。在富特文格勒的贝九音乐会结束后，申克在日记中深表满意——有这样一位如此级别，又万分讲究的音乐家背书，可见富特文格勒的“主观”并未有损作品的规整、统一。
再者，富特文格勒继承的是伟大的德意志管弦指挥法。但在二战后，纳粹让一切“德国”元素都变得可疑。托斯卡尼尼和克伦佩勒这样的指挥家之所以能大受欢迎，不仅是因为其音乐水平无可置疑，更是因为他们的政治角色绝对可靠。托斯卡尼尼堪称反法西斯的典范（具体可详见他的条目），他甚至在列宁格勒遭围之时为所有盟军电台指挥了肖七的美国首演。这场音乐会有着极强的象征意义，而托斯卡尼尼在很多方面也成为了盟军反轴心国的音乐家“标准典范”。而在美国公众的眼中，富特文格勒就成了托斯卡尼尼在纳粹的对位，因为戈培尔也在第三帝国的电台播放了他的音乐会。但这种所谓的对比其实大谬不然，因为富特文格勒在政治上从未支持过纳粹，而托斯卡尼尼却积极主动地参与了反法西斯活动。而克伦佩勒，在开始职业生涯时本来是现代音乐推广的决定性人物:42。但随着纳粹上台，因为自己的犹太身份，克伦佩勒的职业生涯也就被打断了。战后，他执掌伦敦的爱乐管弦乐团，从此让这个乐团站在了盎格鲁-撒克逊音乐舞台的中央位置上。有些专家认为，在富特文格勒去世之后，克伦佩勒和他的爱乐乐团就成了德意志交响音乐最伟大的演绎者。
但富特文格勒立下的根基是如此巩固，这些批评随着时间都烟消云散了。到了2004年，就连BBC都为富特文格勒制作了一系列节目，承认他是“有史以来最伟大的指挥家”。
时至今日，人们依然会用“主观”来形容富特文格勒的艺术，但不会是带有轻蔑的意味，而是明白这样的诠释在德国传统中有着漫长的历史。很多音乐学家将其视为托斯卡尼尼“客观”传统的对位，而后者对乐谱的联系更加直接。在艾伦·帕里斯所撰的《环球百科全书》中，富特文格勒艺术的根基，居于交响乐表达传统的核心位置：
在管弦乐指挥的世界中，富特文格勒是绝无仅有的：在他出生后的一百多年里，再没有哪位指挥家可以像他一样断言，自己的光辉绝无比肩，在一代又一代的后辈中享有世世的崇拜，又引起未衰的讨论……这也正是弗雷德·戈德贝克所说的，“领袖的艺术造就了人”。

## 音乐作品

### 首演记录
富特文格勒指挥的首演作品众多，以下只列举最重要的一批：
- 巴托克第一钢琴协奏曲，1927年7月1日于法兰克福首演，作曲家本人担任独奏。
- 勋伯格《乐队协奏曲》，1928年12月2日由柏林爱乐乐团于柏林首演。
- 普罗科菲耶夫《第五钢琴协奏曲》，1932年10月31日由柏林爱乐乐团于柏林首演，作曲家本人担任独奏。
- 欣德米特《〈画家马蒂斯〉组曲》，1934年3月11日由柏林爱乐乐团于柏林首演。
- 理查·施特劳斯《最后四首歌》，1950年5月22日由爱乐管弦乐团于伦敦首演，克尔斯滕·弗拉格斯塔德为女高音独唱。

### 作曲

#### 管弦乐队作品
- E大调序曲（1899）
- D大调交响曲（1903）
- B小调交响曲（1908，该作品的第一主题用于引领之后相同调性的第一交响曲）
- 钢琴与乐队交响协奏曲（1924-1937，1952-54再修订）钢琴与乐队交响协奏曲
- B小调第一号交响曲（1938-1941）
- E小调第二号交响曲（1944-1947）
- 升C小调第三号交响曲（1947-1954）

#### 室内乐作品
- F大调小提琴与钢琴奏鸣曲（1896）
- E大调大提琴与钢琴小奏鸣曲（1896）
- F大调钢琴三重奏（1896）
- 第一号弦乐四重奏“幻想”（1896）
- 为两把小提琴和大提琴所作的弦乐三重奏（1896-1897）
- 弦乐四重奏变奏曲（1897）
- A小调小提琴与钢琴奏鸣曲（1898-1899）
- C大调钢琴五重奏（1899）
- C小调钢琴四重奏（1899）
- E大调钢琴三重奏（1900）
- 升F小调第二号弦乐四重奏（1901）
- G大调钢琴三重奏（1902）
- C大调钢琴五重奏（1924-1935）
- D小调第一号钢琴与小提琴奏鸣曲（1935）
- D大调第二号钢琴与小提琴奏鸣曲（1938-1939）

#### 声乐作品
为管弦乐团和合唱团所作的赞美颂（1902-1909）

### 录音
富特文格勒有众多录音作品留存至今，其中绝大多数都是现场录音。当时的录音技术尚不成熟，所以这些录音都是单声道，但崇拜者们依然坚持这些录音可以体现富特文格勒的伟大之处。唱片公司曾经尝试用技术手段去除录音中的底噪，却遭致灾难般的后果：这样的处理盖过了富特文格勒的“流动节拍”所留下的轻巧，让录音变得十分厚重。以下是富特文格勒著名录音中挂一漏万的一小部分（更为详见的记录，请参见富特文格勒法国协会的官网）：
| 作曲家     | 作品名称                                 | 乐团                       | 独奏（唱）家 | 种类           | 演出地点                       | 挂名商标                                                     | 演出时间                | 备注                                                                                     |
| ---------- | ---------------------------------------- | -------------------------- | --- | -------------- | ------------------------------ | ------------------------------------------------------------ | ----------------------- | ---------------------------------------------------------------------------------------- |
| 巴赫       | 马太受难曲（前33节）                     | 维也纳爱乐乐团             | | 音乐会         | 维也纳音乐厅                   | SWF                                                          | 1952年4月8日            |                                                                                          |
| 巴赫       | 第5号勃兰登堡协奏曲                      | 维也纳爱乐乐团             | 富特文格勒 | 音乐会         | 萨尔茨堡莫扎特之家             | EMI                                                          | 1950年8月31日           |                                                                                          |
| 巴赫       | 第3号管弦乐组曲                          | 柏林爱乐乐团               | | 音乐会         | 柏林犹太会堂、柏林巨人宫       | Tahra                                                        | 1948年10月22日、24日    |                                                                                          |
| 巴赫       | 第3号管弦乐组曲（咏叹调）                | 柏林爱乐乐团               | | 录音室         | 柏林                           | Polydor                                                      | 1929年6月13日           |                                                                                          |
| 巴托克     | 第2号小提琴协奏曲                        | 爱乐管弦乐团               | 梅纽因 | 录音室         | 伦敦                           | EMI                                                          | 1953年9月12日、13日     |                                                                                          |
| 贝多芬     | 第3号交响曲                              | 维也纳爱乐乐团             | | 音乐会         | 维也纳音乐协会大楼（金色大厅） | Grammofono 2000 Magic Master Music and Arts Preiser, Tahra   | 1944年12月19日          | 著名的“乌拉尼亚《英雄》”，诸多评论家认为这是贝三的最佳版本。                             |
| 贝多芬     | 第3号交响曲                              | 柏林爱乐乐团               | | 音乐会         | 柏林                           | Tahra                                                        | 1952年12月8日           |                                                                                          |
| 贝多芬     | 第4号交响曲                              | 维也纳爱乐乐团             | | 音乐会         | 慕尼黑                         | Tahra, SWF                                                   | 1953年                  |                                                                                          |
| 贝多芬     | 第5号交响曲                              | 柏林爱乐乐团               | | 音乐会         | 柏林爱乐大厅                   | Classica d'Oro DG Enterprise Music and Arts Opus Kura, Tahra | 1943年6月27日、30日     |                                                                                          |
| 贝多芬     | 第5号交响曲                              | 柏林爱乐乐团               | | 音乐会         | 柏林巨人宫                     | Audite, Tahra                                                | 1954年5月23日           |                                                                                          |
| 贝多芬     | 第5号交响曲                              | 柏林爱乐乐团               | | 音乐会         | 柏林巨人宫                     | Tahra                                                        | 1947年5月25日           |                                                                                          |
| 贝多芬     | 第6号交响曲                              | 柏林爱乐乐团               | | 音乐会         | 柏林国立歌剧院                 | SWF, Tahra                                                   | 1944年3月20日、22日     |                                                                                          |
| 贝多芬     | 第6号交响曲                              | 维也纳爱乐乐团             | | 音乐会         | 维也纳                         | SWF, Tahra                                                   | 1943年12月22日、23日    |                                                                                          |
| 贝多芬     | 第6号交响曲                              | 维也纳爱乐乐团             | | 音乐会         | 维也纳                         | EMI                                                          | 1952年11月24日、25日    |                                                                                          |
| 贝多芬     | 第7号交响曲                              | 柏林爱乐乐团               | | 音乐会         | 柏林爱乐大厅                   | Classica d'Oro DG Enterprise Music and Arts Opus Kura, SWF   | 1943年10月31日、11月3日 |                                                                                          |
| 贝多芬     | 第8号交响曲                              | 柏林爱乐乐团               | | 音乐会         | 柏林                           | Tahra, WFG                                                   | 1953年4月14日           |                                                                                          |
| 贝多芬     | 第9号交响曲                              | 柏林爱乐乐团               | | 音乐会         | 柏林爱乐大厅                   | Classica d'Oro DG Enterprise Music and Arts Opus Kura, SWF   | 1942年3月22日、24日     | 即“旋律贝九”                                                                             |
| 贝多芬     | 第9号交响曲                              | 拜罗伊特节日管弦乐团       | 伊丽莎白·施瓦茨科普夫、伊丽莎白·洪根、汉斯·霍普夫、奥托·埃德尔曼                                                          | 音乐会         | 拜罗伊特节日剧院               | EMI, Orfeo WFCJ                                              | 1951年7月29日           | 战后拜罗伊特音乐节重启时的开幕音乐会，诸多评论家认为这是史上最伟大的贝九演绎（见上正文） |
| 贝多芬     | 第9号交响曲                              | 爱乐管弦乐团               | 伊丽莎白·施瓦茨科普夫 | 音乐会         | 琉森                           | Tahra, WFCJ                                                  | 1954年8月22日           | 大师最后一次指挥贝九                                                                     |
| 贝多芬     | 第9号交响曲                              | 柏林爱乐乐团               | | 音乐会         | 伦敦                           | WFCJ, WFSJ                                                   | 1937年5月1日            |                                                                                          |
| 贝多芬     | 第5号钢琴协奏曲                          | 爱乐管弦乐团               | 艾德温·费雪 | 录音室         | 伦敦艾比路一号录音室           | Naxos                                                        | 1951年2月19日、20日     |                                                                                          |
| 贝多芬     | 小提琴协奏曲                             | 琉森音乐节管弦乐团         | 梅纽因 | 录音室         | 琉森                           | Testament                                                    | 1947年8月28日、29日     |                                                                                          |
| 贝多芬     | 科里奥兰序曲                             | 柏林爱乐乐团               | | 音乐会         | 柏林                           | SWF                                                          | 1943年6月27日、30日     |                                                                                          |
| 贝多芬     | 第2号莱奥诺拉序曲                        | 柏林爱乐乐团               | | 音乐会         | 柏林                           | SWF                                                          | 1949年19月18日          |                                                                                          |
| 贝多芬     | 第3号莱奥诺拉序曲                        | 维也纳爱乐乐团             | | 音乐会         | 维也纳音乐协会大楼（金色大厅） | DG                                                           | 1944年6月2日、3日       |                                                                                          |
| 贝多芬     | 第3号莱奥诺拉序曲                        | 斯德哥尔摩王家爱乐乐团     | | 音乐会         | 斯德哥尔摩                     | Urania                                                       | 1948年11月13日          |                                                                                          |
| 贝多芬     | 第3号莱奥诺拉序曲                        | 柏林爱乐乐团               | | 音乐会         | 柏林                           | SWF, Urania                                                  | 1940年10月15日          |                                                                                          |
| 贝多芬     | 费德里奥                                 | 维也纳爱乐乐团             | 伊丽莎白·施瓦茨科普夫、克尔斯滕·弗拉格斯塔德、安东·德尔莫塔、朱利亚斯·帕扎克、保罗·舍弗勒、约瑟夫·格莱因德尔、汉斯·布劳恩 | 音乐会         | 萨尔茨堡节日剧院               | Opus Kura                                                    | 1950年8月5日、22日      |                                                                                          |
| 柏辽兹     | 浮士德的天谴                             | 琉森音乐节管弦乐团、合唱团 | 伊丽莎白·施瓦茨科普夫、汉斯·霍特、阿洛伊斯·伯內斯托弗                                                                     | 音乐会         | 琉森音乐节                     | Urania                                                       | 1950年8月26日           |                                                                                          |
| 勃拉姆斯   | 第1号交响曲                              | 汉堡广播交响乐团（NWDR）   | | 音乐会         | 汉堡莱斯音乐厅                 | Music and Arts Tahra                                         | 1951年10月25日          |                                                                                          |
| 勃拉姆斯   | 第1号交响曲（第4乐章）                   | 柏林爱乐乐团               | | 音乐会         | 海军上将宫                     | SWF                                                          | 1945年1月23日           |                                                                                          |
| 勃拉姆斯   | 第1号交响曲                              | 柏林爱乐乐团               | | 音乐会         | 柏林巨人宫                     | SWF, DG                                                      | 1952年2月10日           |                                                                                          |
| 勃拉姆斯   | 第2号交响曲                              | 维也纳爱乐乐团             | | 音乐会         | 维也纳音乐协会大楼（金色大厅） | DG, Archipel Grammofono 2000 Music and Arts                  | 1945年1月28日、29日     |                                                                                          |
| 勃拉姆斯   | 第3号交响曲                              | 柏林爱乐乐团               | | 音乐会         | 柏林巨人宫                     | EMI                                                          | 1949年12月18日          |                                                                                          |
| 勃拉姆斯   | 第4号交响曲                              | 柏林爱乐乐团               | | 音乐会         | 柏林                           | Tahra, SWF                                                   | 1943年12月13日、15日    |                                                                                          |
| 勃拉姆斯   | 第2号钢琴协奏曲                          | 柏林爱乐乐团               | 艾德温·费雪 | 音乐会         | 柏林爱乐大厅                   | Testament                                                    | 1942年11月8日、9日      |                                                                                          |
| 勃拉姆斯   | 小提琴协奏曲                             | 琉森音乐节管弦乐团         | 梅纽因 | 录音室         | 琉森                           | Tahra, Naxos                                                 | 1949年8月29日、31日     |                                                                                          |
| 勃拉姆斯   | 第1号、2号、10号匈牙利舞曲               | 维也纳爱乐乐团             | | 录音室         | 金色大厅                       | Toshiba                                                      | 1949年4月4日            |                                                                                          |
| 勃拉姆斯   | 海顿主题变奏曲                           | 维也纳爱乐乐团             | | 音乐会         |                                | SWF                                                          | 1943年12月18日、23日    |                                                                                          |
| 布鲁克纳   | 第4号交响曲                              | 柏林爱乐乐团               | | 音乐会         | 柏林                           | WFCJ                                                         | 1941年12月14日、16日    |                                                                                          |
| 布鲁克纳   | 第5号交响曲                              | 柏林爱乐乐团               | | 音乐会         | 柏林                           | Classica d'Oro DG Music and Arts                             | 1942年10月25日、28日    |                                                                                          |
| 布鲁克纳   | 第6号交响曲（缺第一乐章）                | 柏林爱乐乐团               | | 音乐会         | 柏林                           | SWF                                                          | 1943年11月13日、16日    |                                                                                          |
| 布鲁克纳   | 第7号交响曲                              | 柏林爱乐乐团               | | 音乐会         | 柏林                           | SWF                                                          | 1949年10月18日          |                                                                                          |
| 布鲁克纳   | 第7号交响曲（慢板）                      | 柏林爱乐乐团               | | 录音室         | 柏林声乐学院                   | Naxos Tahra, SWF                                             | 1942年4月1日            |                                                                                          |
| 布鲁克纳   | 第8号交响曲 (布鲁克纳)                   | 维也纳爱乐乐团             | | 音乐会         | 维也纳音乐协会大楼             | DG Music and Arts Tahra                                      | 1944年10月              |                                                                                          |
| 布鲁克纳   | 第9号交响曲                              | 柏林爱乐乐团               | | 音乐会         | 柏林爱乐大厅                   | DG, SWF                                                      | 1944年19月7日           |                                                                                          |
| 德彪西     | 夜曲（前二乐章）                         | 柏林爱乐乐团               | | 音乐会         | 罗马 意大利广播电视公司录音室  | Arkadia, Music et Arts                                       | 1951年5月1日            |                                                                                          |
| 弗兰克     | D小调交响曲                              | 维也纳爱乐乐团             | | 音乐会         | 维也纳音乐协会大楼             | SWF                                                          | 1945年1月28日           |                                                                                          |
| 富特文格勒 | E小调第二号交响曲                        | 汉堡爱乐乐团               | | 音乐会         | 汉堡音乐厅                     | SWF                                                          | 1948年10月18日          |                                                                                          |
| 富特文格勒 | 第2号交响曲                              | 维也纳爱乐乐团             | | 音乐会         | 维也纳                         | Orfeo                                                        | 1953年2月22日           |                                                                                          |
| 格鲁克     | 阿尔切斯特序曲                           | 柏林爱乐乐团               | | 录音室         | 柏林                           | Teldec, Melodiya                                             | 1942年10月28日          |                                                                                          |
| 格鲁克     | 阿尔切斯特序曲                           | 维也纳爱乐乐团             | | 录音室         | 维也纳音乐协会大楼             | EMI                                                          | 1954年3月8日            |                                                                                          |
| 格鲁克     | 伊菲革涅亚在奥利斯序曲                   | 维也纳爱乐乐团             | | 录音室         | 维也纳音乐协会大楼             | EMI                                                          | 1954年3月8日            |                                                                                          |
| 亨德尔     | 第10号大协奏曲                           | 柏林爱乐乐团               | | 音乐会         | 柏林国立歌剧院                 | Melodiya                                                     | 1944年2月7日、8日       |                                                                                          |
| 亨德尔     | 第10号大协奏曲                           | 哥伦布剧院管弦乐团         | | 音乐会         | 布宜诺斯艾利斯哥伦布剧院       | Disques Refrain                                              | 1950年4月23日           |                                                                                          |
| 海顿       | 第88号交响曲                             | 维也纳爱乐乐团             | | 音乐会         | 斯图加特                       | Tahra, WFCJ Orfeo                                            | 1951年10月22日          |                                                                                          |
| 李斯特     | 前奏曲                                   | 维也纳爱乐乐团             | | 录音室         | 维也纳                         | EMI                                                          | 1954年5月3日            |                                                                                          |
| 马勒       | 青年流浪之歌                             | 维也纳爱乐乐团             | 迪特里希·菲舍尔-迪斯考 | 音乐会         | 萨尔茨堡节日剧院               | Orfeo                                                        | 1951年8月19日           |                                                                                          |
| 马勒       | 青年流浪之歌                             | 爱乐管弦乐团               | 迪特里希·菲舍尔-迪斯考 | 录音室         | 伦敦国王路录音厅               | Naxos, EMI                                                   | 1952年6月24日、25日     |                                                                                          |
| 门德尔松   | 小提琴协奏曲                             | 柏林爱乐乐团               | 梅纽因 | 音乐会         | 柏林                           | Naxos, EMI                                                   | 1952年5月26日           |                                                                                          |
| 门德尔松   | 赫布里底群岛序曲                         | 维也纳爱乐乐团             | | 音乐会         | 萨尔茨堡节日剧院               | ORF                                                          | 1951年8月19日           |                                                                                          |
| 莫扎特     | 第39号交响曲                             | 柏林爱乐乐团               | | 音乐会         | 柏林                           | SWF                                                          | 1944年10月7日           |                                                                                          |
| 莫扎特     | 第40号交响曲                             | 维也纳爱乐乐团             | | 音乐会         | 维也纳                         | Tahra                                                        | 1944年6月2日、3日       |                                                                                          |
| 莫扎特     | 第40号交响曲                             | 维也纳爱乐乐团             | | 音乐会         | 维也纳                         | EMI                                                          | 1948年12月7日、8日      |                                                                                          |
| 莫扎特     | 唐·乔万尼                                | 维也纳爱乐乐团             | [ 註 16 ] | 萨尔茨堡音乐节 |                                | EMI, WFSJ                                                    | 1954年8月6日            |                                                                                          |
| 拉威尔     | 《达夫尼与克罗埃》第1号、2号组曲         | 柏林爱乐乐团               | | 音乐会         | 柏林国立歌剧院                 | Melodiya                                                     | 1944年3月20日、22日     |                                                                                          |
| 舒伯特     | 第8号交响曲                              | 柏林爱乐乐团               | | 音乐会         | 柏林海军上将宫                 | SWF                                                          | 1944年12月12日          |                                                                                          |
| 舒伯特     | 第9号交响曲                              | 柏林爱乐乐团               | | 音乐会         | 柏林                           | DG, Magic Master Music and Arts Opus Kura, SWF               | 1942年10月6日、8日      |                                                                                          |
| 舒曼       | 第1号交响曲                              | 维也纳爱乐乐团             | | 音乐会         | 慕尼黑德意志博物馆             | Decca                                                        | 1951年10月29日          |                                                                                          |
| 舒曼       | 第4号交响曲                              | 柏林爱乐乐团               | | 录音室         | 柏林                           | DG, Tahra WFCJ                                               | 1953年5月14日           |                                                                                          |
| 西贝柳斯   | 萨迦                                     | 柏林爱乐乐团               | | 音乐会         | 柏林爱乐大厅                   | SWF                                                          | 1943年2月7日、8日       |                                                                                          |
| 斯美塔那   | 我的祖国                                 | 维也纳爱乐乐团             | | 音乐会         | 录音室                         | 维也纳音乐协会大楼                                           | 1951年1月24日           |                                                                                          |
| 施特劳斯   | 变形                                     | 柏林爱乐乐团               | | 音乐会         | 巨人宫                         | SWF                                                          | 1947年10月27日          |                                                                                          |
| 施特劳斯   | 唐璜                                     | 柏林爱乐乐团               | | 音乐会         | 柏林市镇厅                     | DG                                                           | 1947年9月16日           |                                                                                          |
| 柴可夫斯基 | 第4号交响曲                              | 维也纳爱乐乐团             | | 录音室         | 维也纳音乐协会大楼（金色大厅） | Tahra                                                        | 1951年1月4日、16日      |                                                                                          |
| 柴可夫斯基 | 第6号交响曲                              | 柏林爱乐乐团               | | 录音室         | 柏林                           | HMV, EMI Naxos                                               | 1938年10月25日、27日    |                                                                                          |
| 威尔第     | 奧泰羅                                   | 维也纳爱乐乐团             | 音乐会 |                | 萨尔茨堡节日剧院               | EMI                                                          | 1951年8月7日            |                                                                                          |
| 瓦格纳     | 特里斯坦与伊索尔德                       | 爱乐管弦乐团               | 克尔斯滕·弗拉格斯塔德、路德维希·苏特豪斯、布兰奇·泰邦姆、约瑟夫·格莱因德尔、菲舍尔-迪斯考、鲁道夫·朔克                    | 录音室         | 伦敦国王路录音厅               | HMV, EMI Naxos                                               | 1952年6月10日、22日     |                                                                                          |
| 瓦格纳     | 女武神                                   | 维也纳爱乐乐团             | 玛塔·莫德尔、莱奥妮·瑞萨内克                                                                                              | 录音室         | 维也纳                         | HMV, EMI Naxos                                               | 1954年9月、10月         |                                                                                          |
| 瓦格纳     | 尼伯龙根的指环                           | 斯卡拉歌剧院管弦乐团       | 、 | 音乐会         | 米兰                           | Arkadia                                                      | 19550年3月              |                                                                                          |
| 瓦格纳     | 女武神、诸神的黄昏（精选）               | 柏林爱乐乐团               | 克尔斯滕·弗拉格斯塔德、劳里茨·梅尔基奥、鲁道夫·波克曼                                                                     | 录音室         | 伦敦科文特花园                 | Music & Arts                                                 | 1937年5月、1938年6月    |                                                                                          |
| 瓦格纳     | 诸神的黄昏（齐格弗里德的葬礼进行曲）     | 柏林爱乐乐团               | | 音乐会         | 柏林音乐学院                   | SWF                                                          | 1933年                  |                                                                                          |
| 瓦格纳     | 帕西法尔（精选）                         | 柏林爱乐乐团               | | 录音室         | 柏林                           | Toshiba                                                      | 1938年7月15日           |                                                                                          |
| 瓦格纳     | 纽伦堡的名歌手                           | 拜罗伊特节日管弦乐团       | 马克斯·洛伦茨 | 音乐会         | 拜罗伊特节日剧院               | Toshiba                                                      | 1943年5月15日           |                                                                                          |
| 瓦格纳     | 特里斯坦与伊索尔德（序曲、伊索尔德之死） | 柏林爱乐乐团               | | 音乐会         | 柏林爱乐大厅                   | Thara                                                        | 1942年11月8日、9日      |                                                                                          |
| 瓦格纳     | 唐豪瑟（序曲）                           | 柏林爱乐乐团               | | 音乐会         | 罗马                           | Polydor                                                      | 1951年5月1日            |                                                                                          |
| 瓦格纳     | 罗恩格林（序曲）                         | 维也纳爱乐乐团             | | 音乐会         | 维也纳                         | Toshiba                                                      | 1954年5月4日            |                                                                                          |
| 韦伯       | 魔弹射手                                 | 柏林爱乐乐团               | 伊丽莎白·格鲁默、丽塔·史塔里希、汉斯·霍普夫、阿尔弗雷德·波尔                                                              | 音乐会         | 萨尔茨堡                       | Tahra                                                        | 1954年7月26日           |                                                                                          |
| 韦伯       | 魔弹射手（序曲）                         | 柏林爱乐乐团               | | 音乐会         | 柏林国立歌剧院                 | SWF                                                          | 1944年3月20日、22日     |                                                                                          |
| 韦伯       | 魔弹射手（序曲）                         | 维也纳爱乐乐团             | | 录音室         | 维也纳音乐协会大楼（金色大厅） | EMI                                                          | 1954年3月5日、6日       |                                                                                          |
| 沃尔夫     | 艺术歌曲集                               | 指挥家本人钢琴伴奏         | 施瓦茨科普夫 | 录音室         | 萨尔茨堡                       | EMI                                                          | 1953年8月12日           |                                                                                          |

## 延伸閱讀
- Genius Forged in the Cauldron of War / by Peter Gutmann （页面存档备份，存于）
- Furtwangler's Discography / by Youngrok LEE
- Furtwangler's Recordings / by Teruo Suehiro （页面存档备份，存于）

## 外部連結
- 威廉·富特文格勒的Discogs页面（英文）